# Bison bison
Il bisonte americano, o semplicemente bisonte (Bison bison (Linnaeus, 1758)), è una specie un tempo diffusa in tutto il Nord America, dove vagava in vaste mandrie.
La sua distribuzione storica, risalente al 9000 a.C., comprendeva la cosiddetta "grande cintura di bisonti", una vasta area di prateria fertile che si estendeva dall'Alaska al Golfo del Messico, raggiungendo a est la costa atlantica (fino ad alcune zone di marea) e spingendosi a nord fino a New York, a sud fino alla Georgia e, secondo alcune fonti, persino in Florida. Avvistamenti documentati si ebbero in Carolina del Nord, ad esempio presso Buffalo Ford sul fiume Catawba, fino al 1750.
Questo imponente animale ha rischiato l'estinzione a causa dell'eccessiva caccia e della macellazione commerciale nel XIX secolo, aggravate dall'introduzione di malattie bovine trasmesse dai bovini domestici. Alla fine del XVIII secolo, la popolazione di bisonti superava i 60 milioni di esemplari, ma nel 1889 era drammaticamente scesa a soli 541 individui. I primi sforzi di conservazione, avviati a metà del XX secolo, hanno permesso una parziale ripresa della specie, che oggi conta circa 31.000 esemplari selvatici, concentrati perlopiù in parchi e riserve nazionali. Inoltre, grazie a programmi di reintroduzione, il bisonte è stato reintrodotto anche in alcune regioni della Jakuzia e del Messico.
Sono state identificate due sottospecie o ecotipi principali: il bisonte delle pianure (B. b. bison), di dimensioni più piccole e con una gobba arrotondata, e il bisonte delle foreste (B. b. athabascae), più grande e caratterizzato da una gobba più squadrata. Alcuni studiosi hanno ipotizzato che il bisonte di pianura possa essere ulteriormente suddiviso in due sottospecie, una settentrionale (B. b. montanae) e una meridionale (B. b. bison), ma questa teoria non è generalmente accettata. Il bisonte delle foreste è una delle specie bovine selvatiche più grandi al mondo, superato solo dal gaur asiatico. Tra gli animali terrestri del Nord America, il bisonte è il più pesante e lungo, e il secondo più alto dopo l'alce.
Per millenni, le tribù dei nativi americani hanno intrattenuto profondi legami culturali e spirituali con il bisonte americano, che oggi è riconosciuto come il mammifero nazionale degli Stati Uniti.

## Etimologia

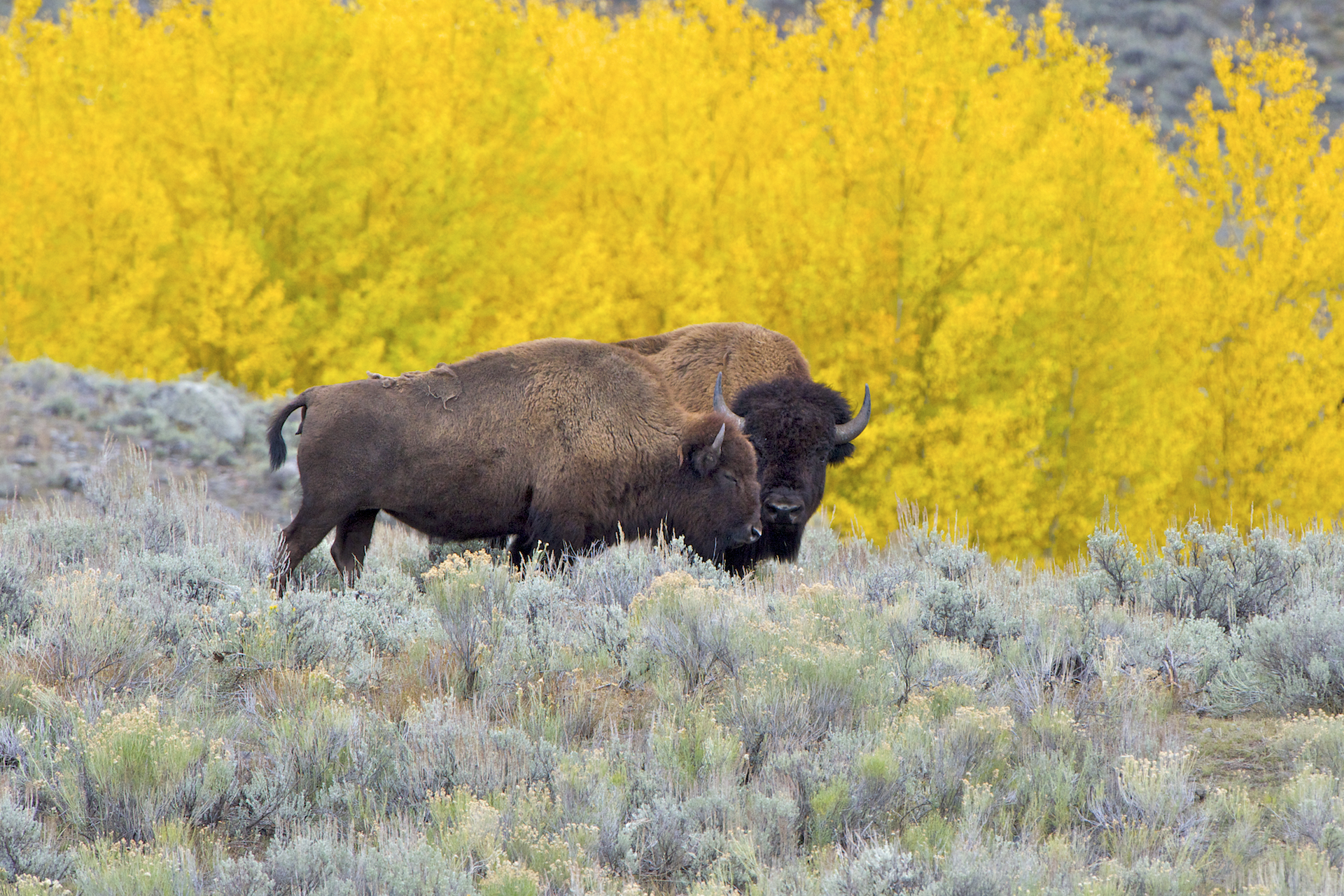
Una coppia di bisonti di pianura, nel Parco nazionale di Yellowstone

Il termine "bufalo" è talvolta considerato improprio per riferirsi al bisonte americano, in quanto potrebbe creare confusione con i "veri" bufali, come il bufalo d'acqua asiatico e il bufalo africano. Tuttavia, il termine buffalo è comunemente accettato nell'inglese americano ed è presente in molti dizionari per indicare il bisonte americano. Samuel de Champlain fu il primo a utilizzare la parola "bufalo" (buffles in francese) nel 1616 (pubblicata nel 1619), dopo aver osservato alcune pelli e un disegno mostrati dai membri della Nipissing First Nation. Essi raccontarono di aver viaggiato per quaranta giorni (da est del Lago Huron) per commerciare con una nazione che cacciava questi animali.
In inglese, il termine "bufalo" risale al 1625, quando venne registrato per la prima volta in Nord America per designare questo mammifero. Al contrario, il termine "bisonte" fu utilizzato per la prima volta solo nel 1774. Nonostante la confusione terminologica, il bisonte americano è strettamente imparentato con il bisonte europeo.
Nelle lingue di alcune tribù native americane delle pianure, esistono due termini distinti per indicare i bisonti maschi e femmine, piuttosto che un unico termine generico per entrambi i sessi. Ad esempio:
- In arapaho: bii (femmina), henéécee (maschio)
- In lakota: pté (femmina), tȟatȟáŋka (maschio)

Questa distinzione non è comune per altre specie animali nelle stesse lingue (come nel caso di wapiti e cervi mulo, per cui esistono termini neutri), suggerendo che sia un riflesso dello speciale significato che il bisonte riveste nella vita e nella cultura di queste tribù. Un'analogia può essere trovata in alcune lingue europee, come l'italiano e l'inglese, con termini distinti per vacca e toro riferiti al Bos taurus.

## Descrizione

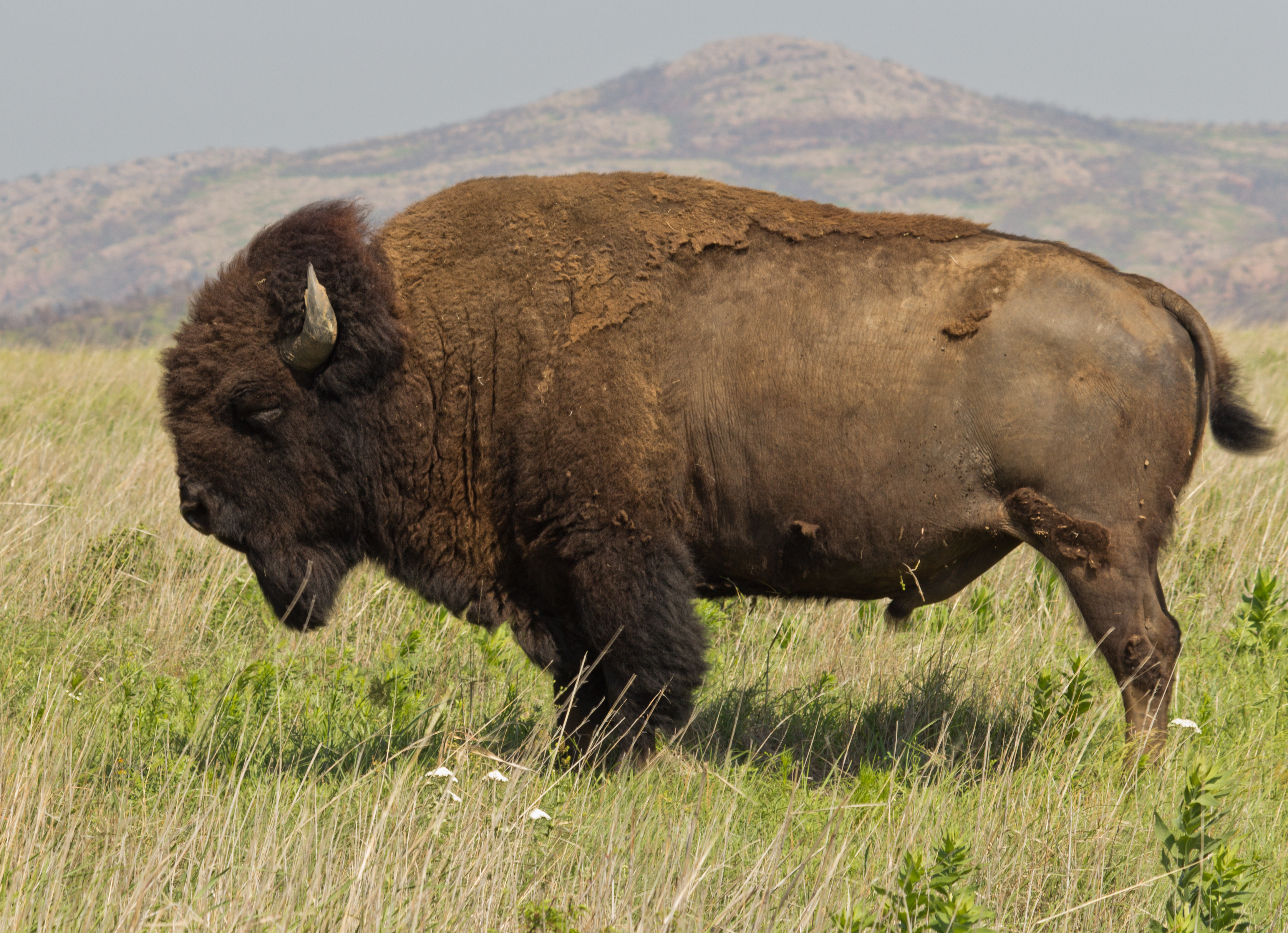
Maschio di bisonte delle pianure, nelle Wichita Mountains, Oklahoma

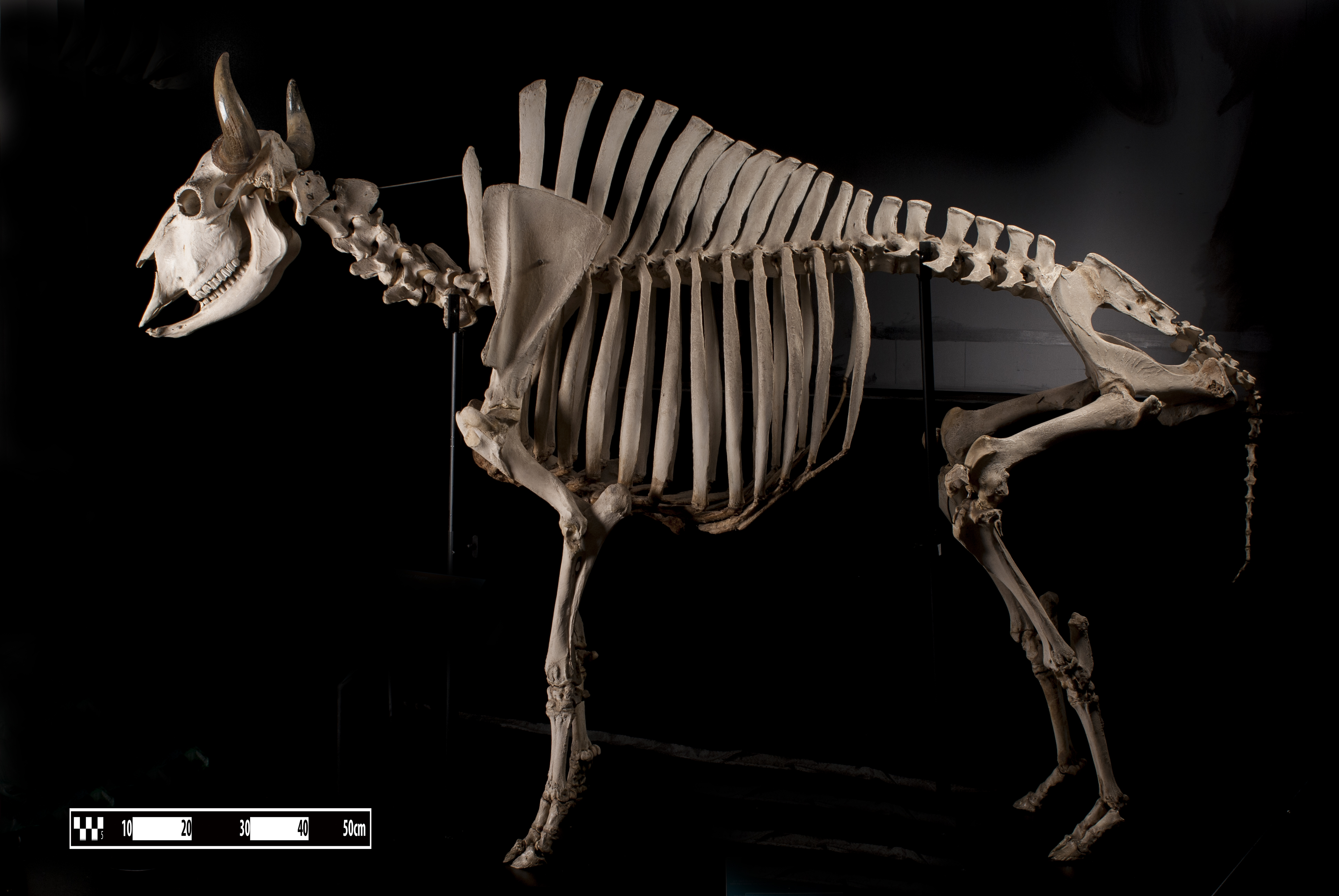
Scheletro di un bisonte delle pianure

Bisonte del 1887. Montaggio in sequenza di fotografie di Eadweard Muybridge

Il bisonte americano cambia il mantello in base alla stagione. Durante l'inverno sviluppa un mantello lungo, ispido e di colore marrone scuro, mentre in estate il pelo diventa più corto, leggero e di un marrone chiaro. I maschi sono significativamente più grandi e pesanti rispetto alle femmine.
Il bisonte delle foreste è considerato più primitivo nel fenotipo rispetto al bisonte delle pianure, il quale probabilmente si è evoluto dall'ibridazione tra Bison occidentalis e Bison antiquus. I bisonti delle pianure sono generalmente più piccoli di quelli delle foreste. I maschi possono raggiungere una lunghezza massima di 3,5 metri, mentre le femmine arrivano fino a 2,85 metri. La coda aggiunge una lunghezza compresa tra 30 e 95 centimetri.
L'altezza al garrese varia tra le due sottispecie: il bisonte delle pianure (B. b. bison) misura tra 152 e 186 centimetri, mentre il bisonte delle foreste (B. b. athabascae) può arrivare fino a 2 metri. Il peso, invece, oscilla tra 318 e 1.179 kg, con differenze significative tra maschi e femmine. Nei maschi, il peso medio del bisonte delle pianure è compreso tra 730 e 792,5 kg, mentre il bisonte delle foreste raggiunge una media di 943,6 kg. Le femmine pesano in media tra 450 e 497,6 kg, con un minimo di 360 kg e un massimo di 640 kg. Le stime più basse riguardano spesso individui giovani, attorno ai 2-3 anni di età.
Il maschio selvatico più pesante mai registrato per il B. b. bison pesava 1.270 kg, con alcune stime che suggeriscono esemplari fino a 1.360 kg. Il B. b. athabascae è generalmente più grande e massiccio, ma il numero di esemplari registrati di questa sottospecie è limitato, poiché solo una mandria relativamente pura è stata riscoperta. In cattività, il bisonte allevato per la carne può diventare significativamente più pesante: il record spetta a un esemplare che raggiunse i 1.724 kg.
La struttura fisica del bisonte è imponente: la testa e i quarti anteriori sono particolarmente massicci, e sia i maschi che le femmine possiedono corna corte e ricurve che possono raggiungere una lunghezza di 60 centimetri, con un'apertura tra 90 e 124 centimetri. Le corna vengono utilizzate durante i combattimenti per la supremazia all'interno della mandria e come arma di difesa contro i predatori.
I bisonti sono erbivori e si nutrono principalmente di erbe e sementi delle praterie nordamericane. La loro routine giornaliera consiste in cicli di circa due ore di pascolo, seguiti da periodi di riposo e ruminazione, prima di spostarsi in un'altra area per continuare a pascolare. I maschi giovani sessualmente maturi possono iniziare ad accoppiarsi con le femmine già a due o tre anni di età, ma in presenza di maschi più anziani e dominanti spesso non riescono a competere fino ai cinque anni.
I vitelli, nei primi due mesi di vita, presentano un mantello più chiaro rispetto agli adulti. Una rara anomalia genetica dà origine al cosiddetto "bufalo bianco", un esemplare che conserva un mantello completamente bianco anche in età adulta.

## Distribuzione e popolazione

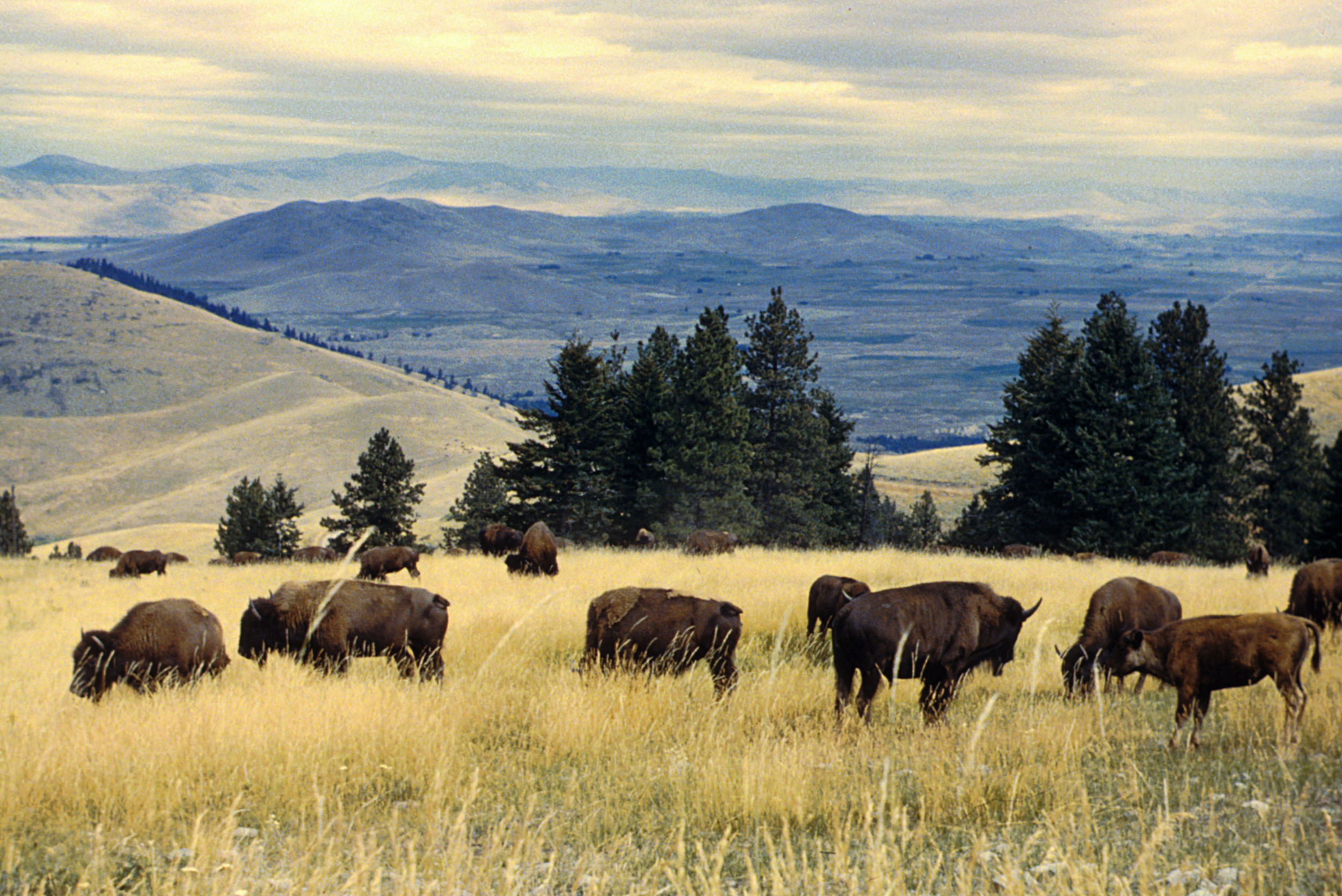
Una mandria di bisonti mentre pascola, al National Bison Range, Montana

Nonostante siano i parenti più stretti del bestiame domestico originario del Nord America, i bisonti non furono mai addomesticati dai nativi americani. Anche i successivi tentativi di addomesticamento da parte degli europei, avvenuti prima del XX secolo, ebbero un successo molto limitato. I bisonti sono stati descritti come animali dal "carattere selvaggio e ingovernabile". Possono saltare fino a 1,8 metri in altezza e correre a una velocità di 55-65 km/h quando agitati.
Questa combinazione di agilità, velocità e grandezza rende le mandrie di bisonti difficili da contenere. Possono infatti facilmente sfuggire o distruggere la maggior parte delle recinzioni, incluso il filo spinato. Le recinzioni più efficaci, sebbene costose, sono alte almeno 6 metri e costruite con travi d'acciaio saldate, con una base interrata di almeno 1,8 metri nel cemento. Inoltre, sovrapporre le sezioni della recinzione in modo da oscurare la vista delle aree erbose circostanti impedisce ai bisonti di cercare di raggiungerle, riducendo i tentativi di fuga.
Attualmente, si stima che vi siano circa 500.000 bisonti in terreni privati e circa 30.000 in terreni pubblici, tra riserve ambientali e aree governative. Tuttavia, secondo la IUCN, solo circa 15.000 di questi possono essere considerati "selvatici", ossia bisonti che vivono in libertà e non in terreni recintati.
La The Nature Conservancy (TNC) ha reintrodotto i bisonti in oltre una dozzina di riserve naturali negli Stati Uniti. Nell'ottobre 2016, la TNC ha reintrodotto la mandria di bisonti più orientale del paese presso la Kankakee Sands Nature Preserve, nella Contea di Newton, Indiana. Nel 2014, le tribù degli Stati Uniti e le First Nations canadesi hanno firmato un trattato storico per sostenere la reintroduzione del bisonte, il primo trattato di questo genere siglato in quasi 150 anni.

### Habitat e sentieri

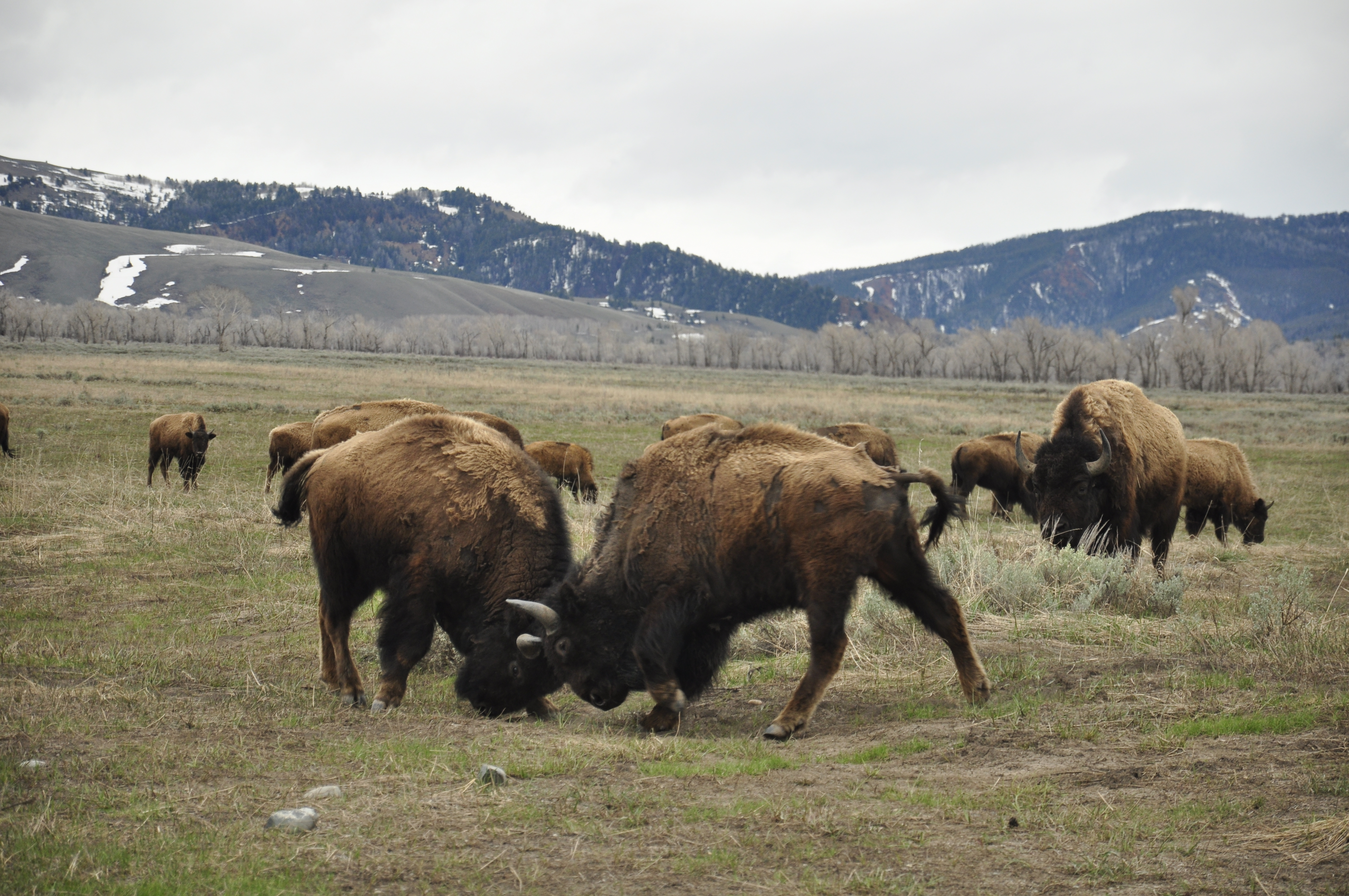
Lotta tra bisonti, al Parco nazionale del Grand Teton, a Moose, Wyoming

Il bisonte americano vive in diversi habitat, tra cui valli fluviali, praterie e pianure. Predilige spazi aperti o semiaperti, come praterie erbose, arbusti di salvia, terre semiaride e zone con vegetazione rada. Si trova anche in aree poco boscose e, occasionalmente, in ambienti collinari o montuosi con pendii moderati. Sebbene non sia noto per vivere a quote elevate, alcune mandrie, come quella del Parco nazionale di Yellowstone, abitano regolarmente ad altitudini superiori ai 2.400 metri. Analogamente, la mandria delle Henry Mountains, nello Utah, pascola sia nelle pianure circostanti sia nelle valli montane, raggiungendo altitudini fino a 3.000 metri.
Le prime arterie stradali furono tracciate, in parte, dalle migrazioni stagionali di bisonti e cervi. Questi percorsi, battuti da innumerevoli zoccoli, seguivano spesso gli spartiacque e le creste montuose, evitando il fango estivo e i cumuli di neve invernali nelle zone più basse. I nativi americani utilizzarono questi sentieri come rotte per i terreni di caccia o come percorsi per le loro incursioni. Più tardi, questi tracciati divennero fondamentali per gli esploratori europei e furono adottati dai pionieri coloniali.
Le rotte lasciate dai bisonti erano generalmente orientate da nord a sud, ma alcuni percorsi chiave da est a ovest divennero successivamente fondamentali per lo sviluppo delle ferrovie. Tra questi, il Cumberland Gap attraversava i Monti Blue Ridge e conduceva al Kentucky settentrionale. Un altro percorso importante attraversava il fiume Ohio alle cascate dell'Ohio, dirigendosi verso ovest e passando vicino al fiume Wabash presso Vincennes, Indiana.
Come osservò il senatore Thomas Hart Benton, i bisonti, veri pionieri delle rotte americane, "hanno aperto la strada alle ferrovie per il Pacifico".

### Messico

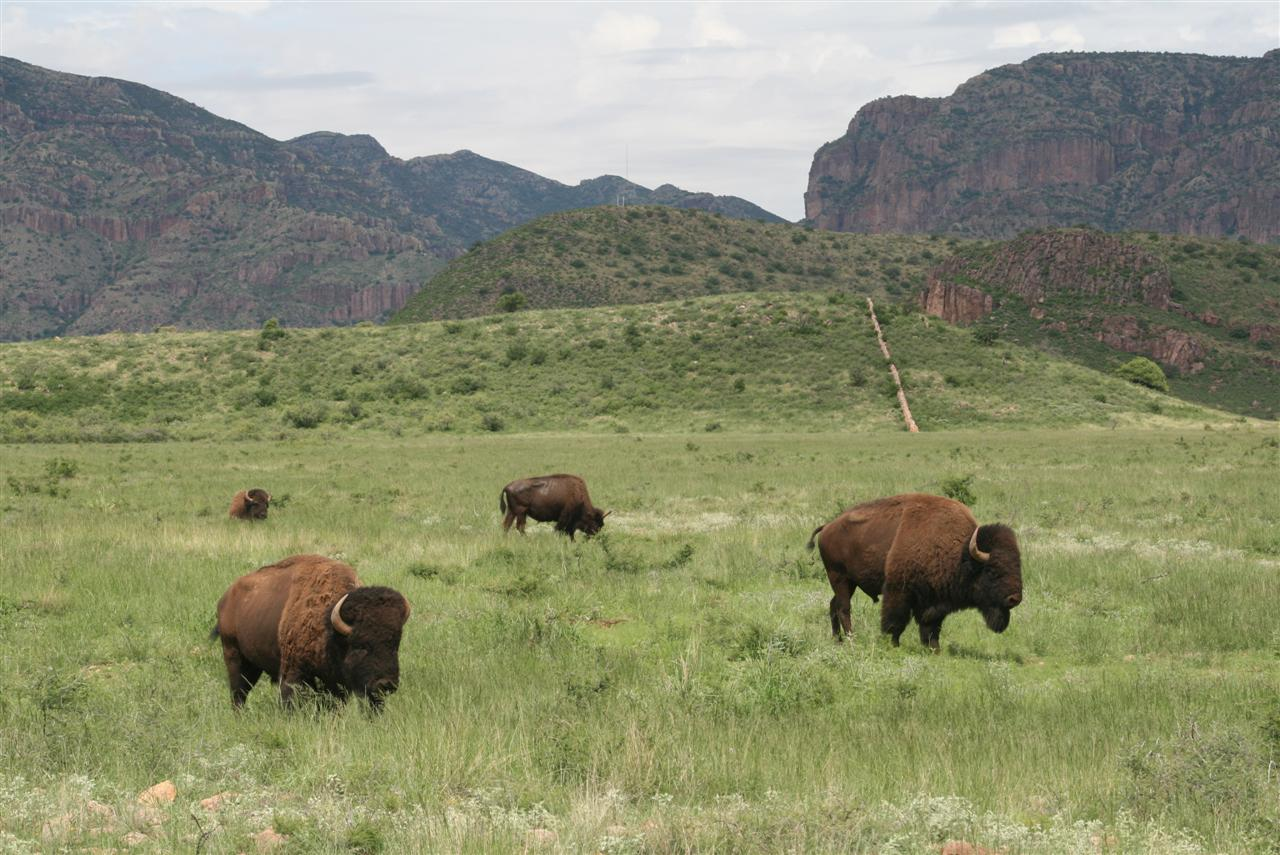
Una mandria di bisonti mentre pascola, a Chihuahua, Messico

L'estensione meridionale dell'areale storico del bisonte americano includeva il Messico settentrionale e le regioni limitrofe degli Stati Uniti, come attestato da documenti archeologici e resoconti storici conservati negli archivi messicani, risalenti dal 700 d.C. al XIX secolo. Una delle mandrie storiche, nota come la mandria di bisonti di Janos-Hidalgo, si muoveva tra lo stato di Chihuahua, in Messico, e il Nuovo Messico, negli Stati Uniti, almeno dagli anni '20 del Novecento.
La presenza continuativa di questa mandria nella regione indica che il Messico settentrionale possiede un habitat adatto per i bisonti. Nel 2009, è stato reintrodotto un gruppo di bisonti geneticamente puri nella Riserva della Biosfera di Janos, nel Chihuahua settentrionale, contribuendo alla popolazione di bisonti messicani. Nel 2020, una seconda mandria è stata introdotta nell'area di Maderas del Carmen, ampliando ulteriormente la presenza del bisonte nel paese.

### Siberia

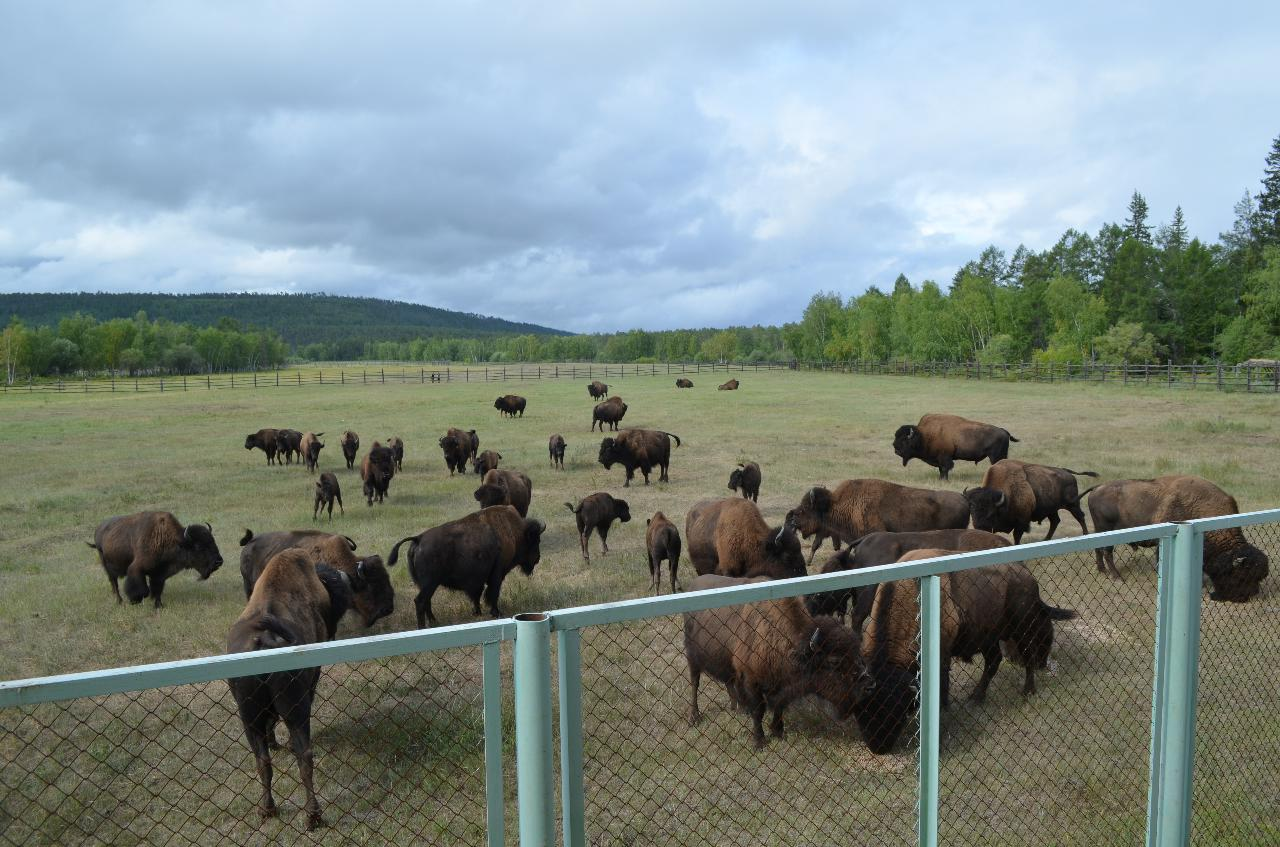
Bisonti delle foreste reintrodotti nella Repubblica di Sacha

Dal 2006, un branco di bisonti delle foreste proveniente dal Parco nazionale di Elk Island, in Alberta, è stato introdotto nella Yakutia, in Russia, nell'ambito del progetto di rewilding pleistocenico. Questo progetto mira a reintrodurre la megafauna del Pleistocene, o i suoi rappresentanti moderni più vicini, per ristabilire gli ecosistemi esistenti prima della loro estinzione. Il bisonte delle foreste è infatti il parente più prossimo dell'estinto bisonte della steppa.
Questi bisonti si stanno adattando con successo nella loro antica patria, risalente a 6.000 anni fa. La specie è stata ufficialmente inserita nella Lista Rossa della Yakutia nel 2019, e nel 2020 si è formato un secondo branco, consolidando ulteriormente la loro presenza nella regione.

## Tassonomia

### Evoluzione
La famiglia dei bovini (tauridi e bisonidi) si separò dal lignaggio comune con il bufalo d'acqua e il bufalo africano circa 5-10 milioni di anni fa. Da allora, l'evoluzione di bisonti e bovini taurini non ha seguito una semplice struttura "ad albero", come spesso raffigurato. Esistono infatti prove di incroci tra diverse specie all'interno di questa famiglia, avvenuti anche milioni di anni dopo la separazione iniziale. Questi incroci, pur non sufficienti a ricongiungere le specie, hanno creato connessioni inaspettate tra i vari membri del gruppo, come la stretta relazione genetica tra lo yak e il bisonte americano, che altrimenti non sarebbe evidente.
Uno studio del 2003 sul DNA mitocondriale ha identificato quattro distinti lignaggi materni nella sottotribù Bovina:
1. Bovini taurini e zebù
2. Bisonte europeo
3. Bisonte americano e yak[47]
4. Banteng, gaur e gayal

Tuttavia, l'analisi del cromosoma Y ha mostrato una stretta associazione tra il bisonte europeo e quello americano. Un altro studio basato sul polimorfismo di lunghezza dei frammenti amplificata ha confermato questa relazione, indicando anche un legame con lo yak, pur rilevando che gli incroci tra specie rendono difficili conclusioni definitive. Si ritiene che il bisonte europeo si sia evoluto dalla divergenza di specie iniziata attraverso l'introgressione di maschi di bisonte in una specie ancestrale separata, probabilmente l'uro.

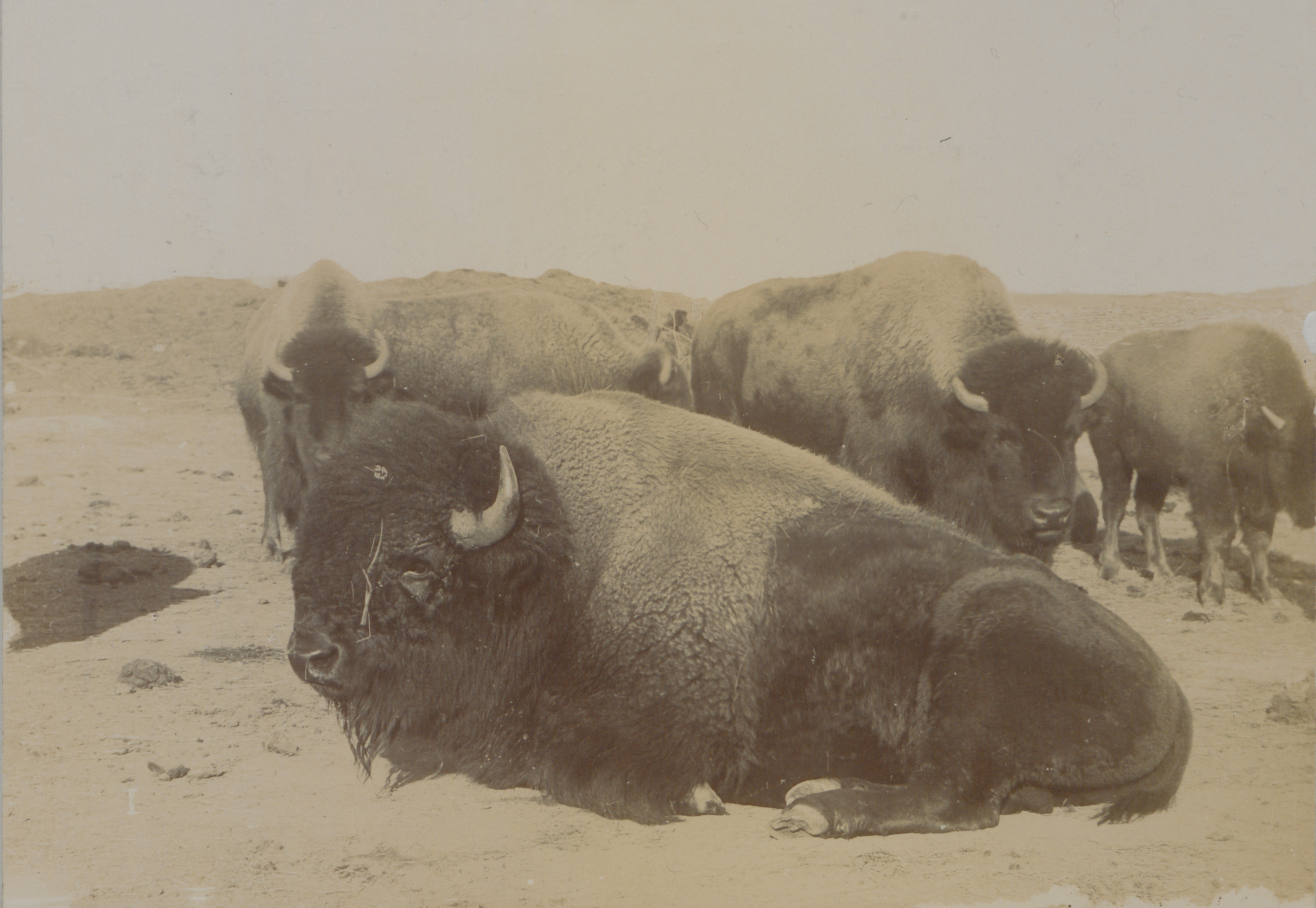
Gli ultimi Bufali Canadesi, 1902, fotografia: Steele & Company

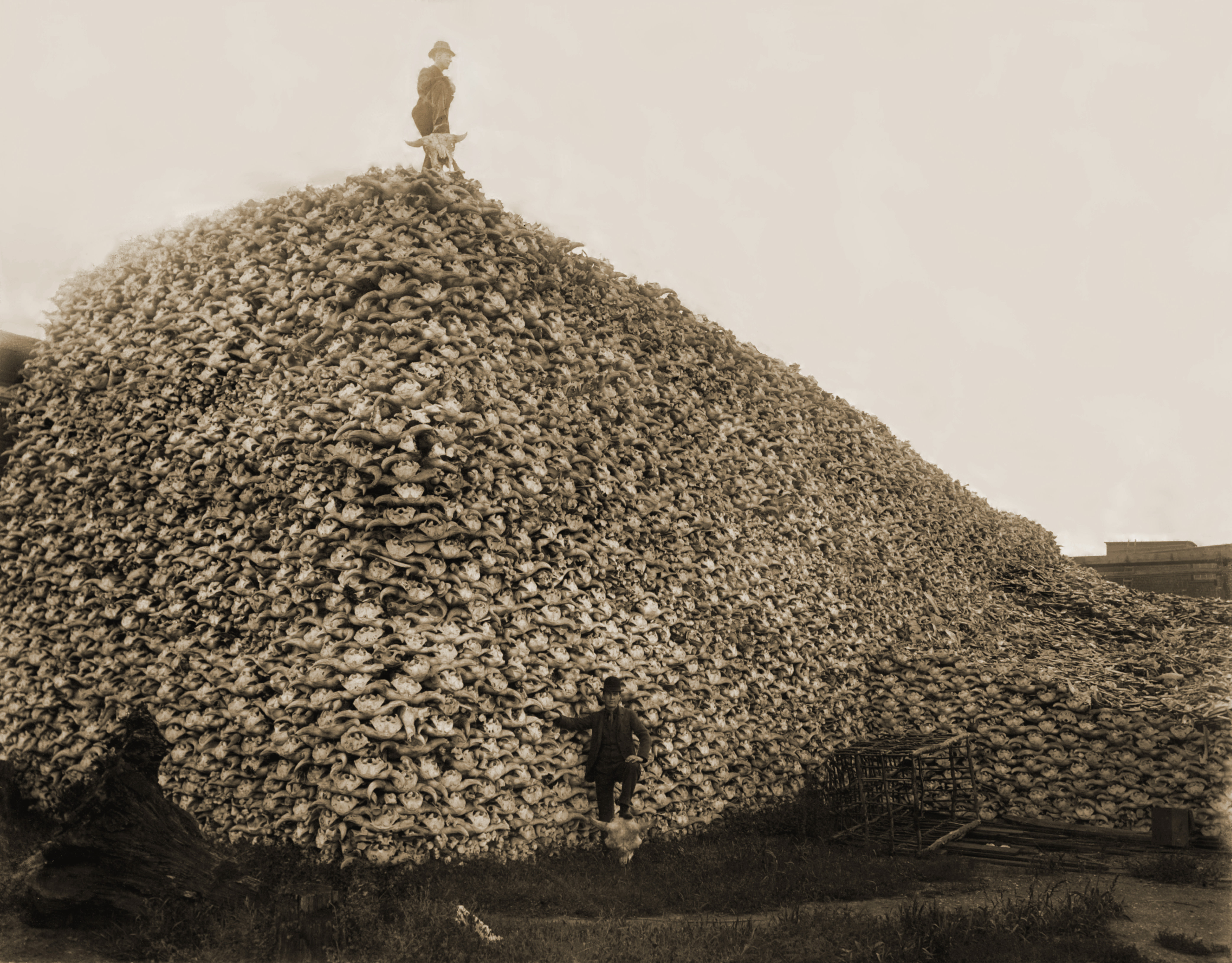
Una pila di crani di bisonti americani in attesa di essere lavorati all'esterno di una fabbrica di incollaggio (Detroit, 1892).

Il bisonte delle steppe (Bison priscus) si separò dal lignaggio dei bovini domestici (Bos taurus) circa 2-5 milioni di anni fa, con i primi fossili del genere Bison risalenti a 2 milioni di anni fa. Questo bisonte, diffuso in tutta l'Eurasia, è la specie raffigurata nelle antiche pitture rupestri della Francia meridionale e della Spagna.
Il bisonte europeo si è evoluto dal bisonte delle steppe senza che vi siano prove fossili di altre specie intermedie. Tuttavia, potrebbe derivare da un lignaggio comune con il bisonte americano, che si incrociò successivamente con il bisonte delle steppe. Alcune prove suggeriscono che i bisonti europei discendano da popolazioni migrate dall'Asia al Nord America e poi di nuovo in Europa, dove si incrociarono con il bisonte delle steppe. In un altro incrocio, una popolazione di Bison priscus si mescolò con gli antenati degli yak moderni.
A partire da prima di 500.000 anni fa e fino ad almeno 200.000 anni fa, i bisonti attraversarono più volte il ponte di Bering, migrando tra Asia e Nord America. Il bisonte delle steppe si diffuse nelle regioni settentrionali del Nord America, dove visse fino a 4.000-8.000 anni fa, mentre in Eurasia si estinse circa 11.000 anni fa.
In Nord America, il bisonte gigante (Bison latifrons) si evolse da Bison priscus circa 500.000 anni fa. Questa specie, tra le più grandi della megafauna nordamericana, si estinse circa 21.000-30.000 anni fa durante l'ultima glaciazione del Wisconsin, lasciando spazio al più piccolo Bison antiquus.
Bison antiquus, apparso circa 250.000 anni fa, si evolse successivamente in Bison occidentalis e infine nel moderno bisonte americano (Bison bison) tra 5.000 e 10.000 anni fa. Alcuni ricercatori considerano Bison occidentalis una sottospecie di Bison antiquus.

### Differenze dal bisonte europeo

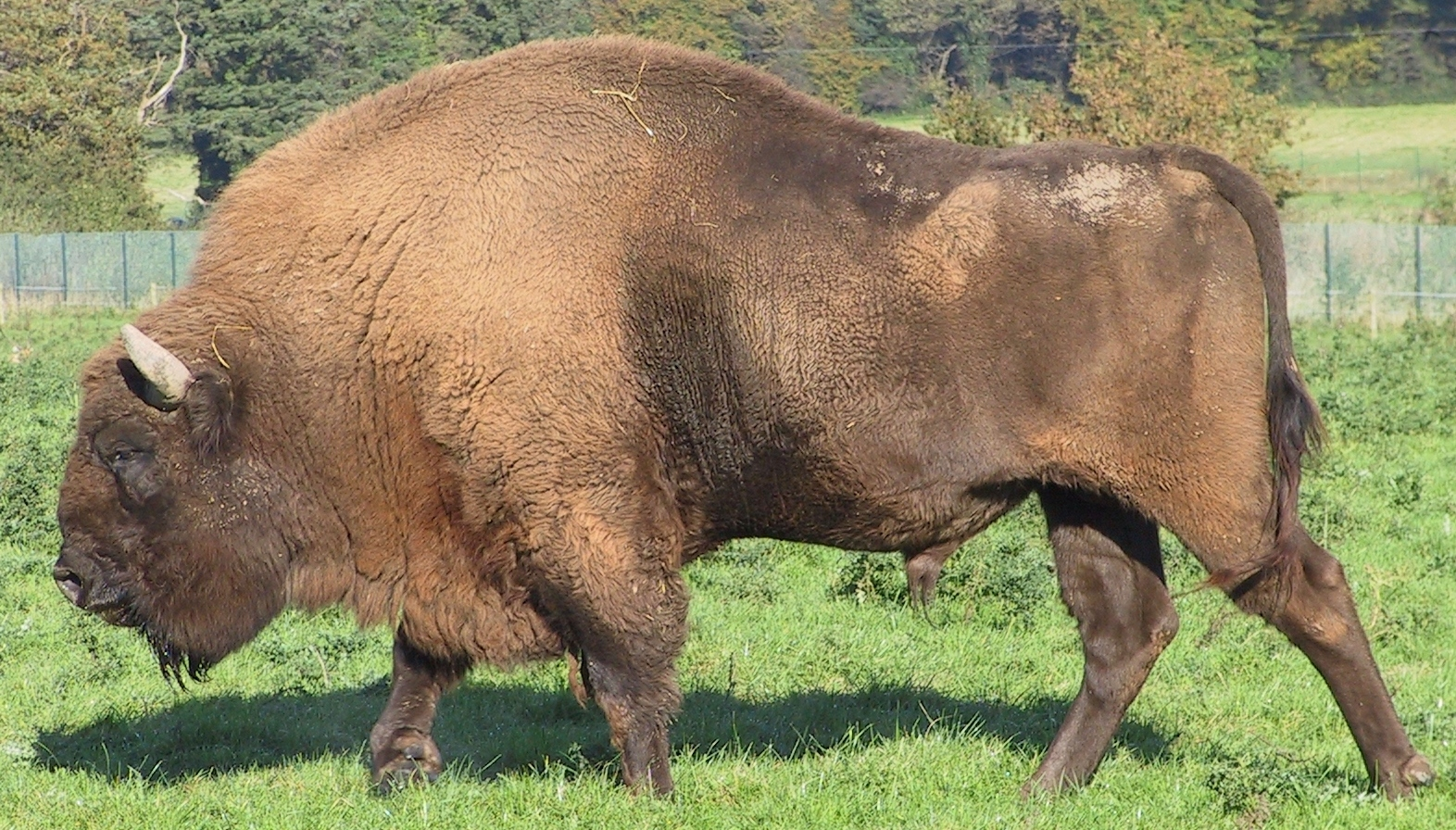
Un bisonte europeo adulto

Sebbene il bisonte americano e il bisonte europeo possano sembrare simili, presentano diverse differenze fisiche e comportamentali. I bisonti americani adulti tendono a essere leggermente più pesanti a causa della loro corporatura più robusta e meno longilinea, con zampe più corte che li rendono leggermente più bassi al garrese.
Dal punto di vista alimentare, i bisonti americani si nutrono prevalentemente di erba, mentre i bisonti europei tendono a consumare anche arbusti e piccoli alberi. Questa differenza è legata alla conformazione del collo: nel bisonte americano, il collo è adattato per brucare più facilmente a livello del suolo.
Un'altra distinzione riguarda il profilo del naso: nel bisonte europeo, il naso è posizionato più in avanti rispetto alla fronte quando il collo è in posizione neutra. Il bisonte americano, invece, ha un corpo più peloso, ma la sua coda è meno folta rispetto a quella del bisonte europeo.
Le corna rappresentano un'ulteriore differenza. Nel bisonte europeo, le corna puntano in avanti rispetto al piano del muso, un adattamento che lo rende più idoneo al combattimento frontale, simile al bestiame domestico. Al contrario, il bisonte americano è meglio adattato alla carica.
Infine, il bisonte americano risulta essere più facilmente addomesticabile rispetto al bisonte europeo e si riproduce con maggiore facilità con il bestiame domestico.

### Incroci con il bestiame
Dopo il grande massacro dei bisonti americani nel XIX secolo, il numero di esemplari sopravvissuti in Nord America si ridusse drasticamente fino a soli 541 individui. Durante questo periodo critico, alcuni allevatori riuscirono a catturare i bisonti rimasti nel tentativo di salvarli dall'estinzione. Alcuni di questi allevatori incrociarono deliberatamente i bisonti con il bestiame domestico nel tentativo di ottenere una versione più docile e domestica del bisonte. Anche incroci accidentali si verificarono nello stesso periodo.
In genere, l'incrocio prevedeva tori domestici accoppiati con femmine di bisonte, producendo una prole in cui solo le femmine risultavano fertili. Tuttavia, gli animali ibridi non mostrarono alcun miglioramento in termini di vigore o adattabilità, motivo per cui la pratica venne progressivamente abbandonata.
Oggi, la proporzione di DNA del bestiame misurata nelle mandrie di bisonti americani è generalmente molto bassa, compresa tra lo 0,56% e l'1,8%. Negli Stati Uniti, molti allevatori utilizzano test genetici per identificare ed eliminare i residui di genetica bovina dalle loro mandrie di bisonti. La U.S. National Bison Association ha inoltre adottato un codice etico che vieta ai propri membri di incrociare deliberatamente i bisonti con altre specie.

## Biologia

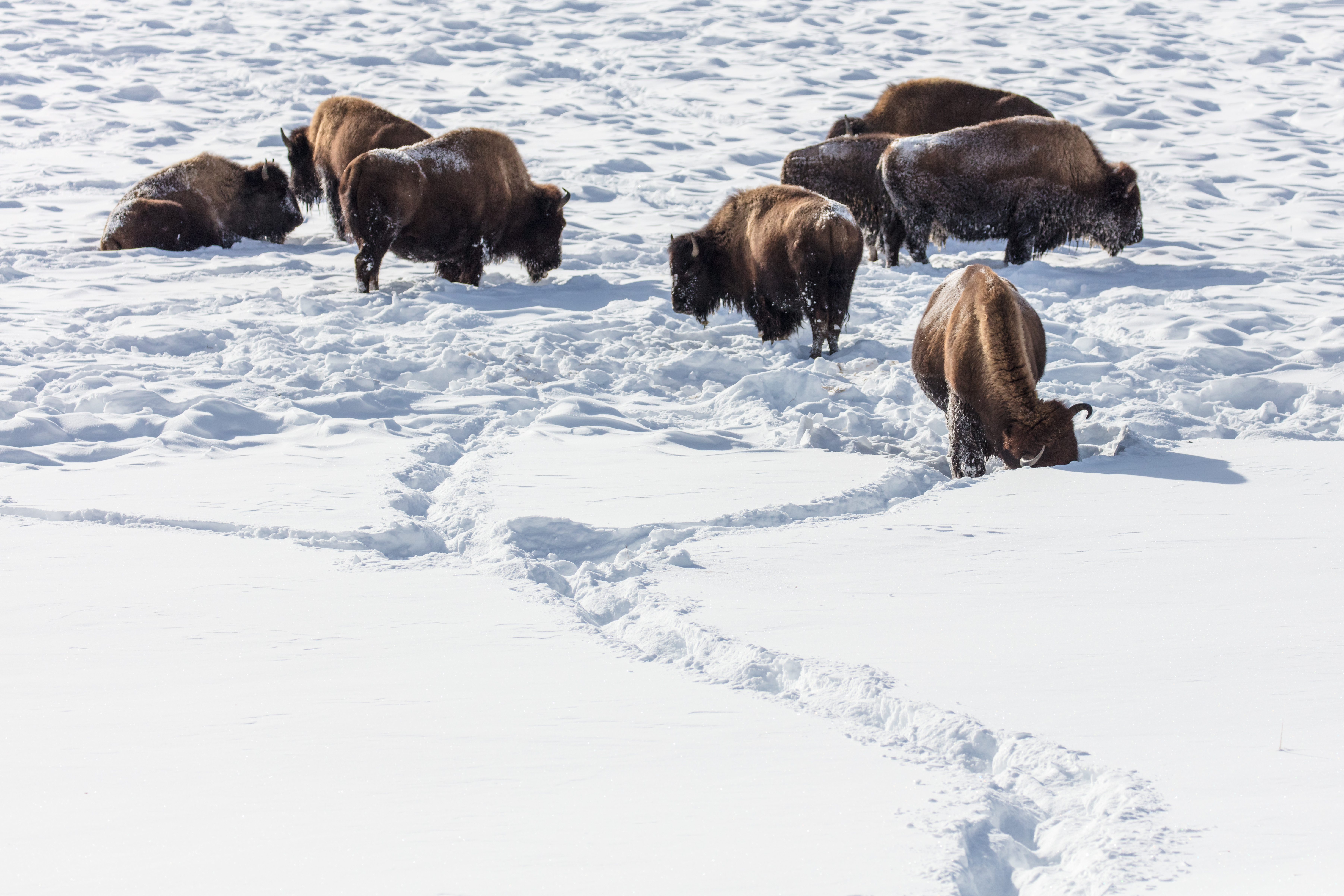
Un branco mentre cerca cibo nella neve, vicino a Madison River, Montana

I bisonti sono animali migratori, con migrazioni che possono essere sia direzionali che altitudinali, a seconda delle aree in cui vivono. Durante l'estate, le mandrie si spostano quotidianamente tra diverse aree di pascolo. Ad esempio, nella Hayden Valley, in Wyoming, i bisonti percorrono in media circa 3 chilometri al giorno.
La distribuzione estiva dei bisonti è influenzata da diversi fattori, tra cui i cambiamenti stagionali della vegetazione, la disponibilità e l'interspersione delle aree di pascolo, la stagione riproduttiva e la presenza di insetti parassitari. Anche la dimensione della riserva e l'accesso all'acqua possono giocare un ruolo importante.
Dal punto di vista alimentare, i bisonti sono principalmente pascolatori e si nutrono soprattutto di erbe e carici. Nelle praterie a pascolo corto, la loro dieta è composta prevalentemente da erbe estive, mentre nelle praterie miste consumano soprattutto erbe della stagione fredda e alcune varietà di carici, che rappresentamo dal 79 al 96% della loro dieta. Nelle regioni montane e settentrionali, i carici costituiscono una fonte alimentare costante durante tutto l'anno.
Nei mesi invernali, quando l'acqua non è disponibile, i bisonti ricorrono all'ingestoone della neve per idratarsi.

### Comportamento sociale

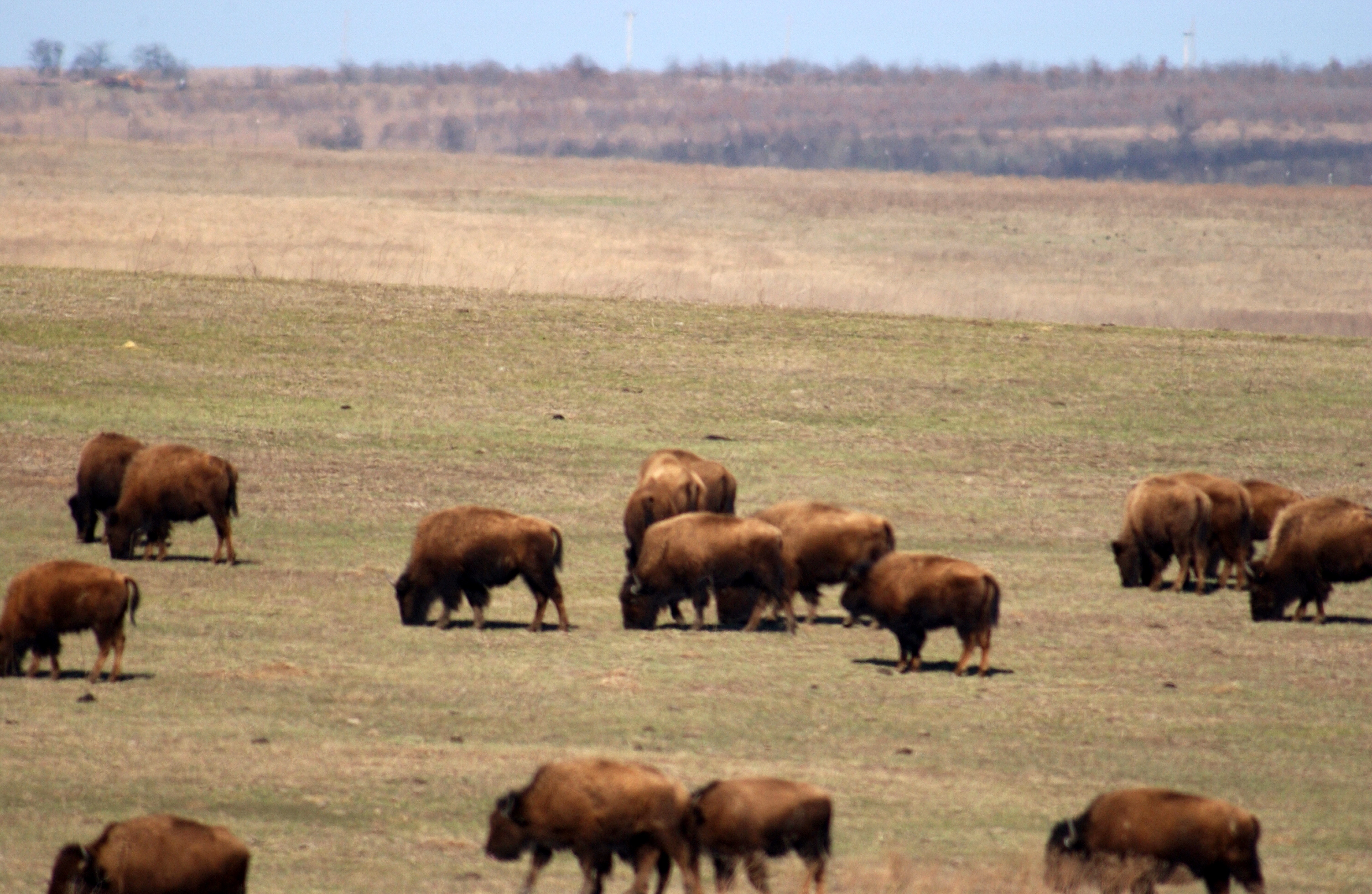
Una mandria di bisonti americani al pascolo a Tall Grass Prairie Preserve, nella Contea di Osage, Oklahoma

Le femmine di bisonte americano vivono in branchi materni composti da altre femmine e dalla loro prole. I figli maschi tendono a lasciare la mandria materna intorno ai tre anni, conducendo una vita solitaria o unendosi a branchi di scapoli. Le mandrie di maschi e femmine, di solito, non si mescolano fino alla stagione riproduttiva, che si svolge tra luglio a settembre. Tuttavia, le mandrie femminili possono includere alcuni maschi anziani.
Durante la stagione riproduttiva, i maschi dominanti formano piccoli harem di femmine con cui si accoppiano. Questi maschi sorvegliano le femmine selezionate, seguendole da vicino e scacciando eventuali rivali. Per impedire alla femmina di essere avvicinata da altri maschi, il maschio dominante spesso copre la visuale della femmina con il proprio corpo. Per attirare l'attenzione delle femmine, i maschi emettono forti muggiti. I maschi dominanti si accoppiano principalmente nelle prime 2-3 settimane della stagione, mentre quelli subordinati si accoppiano con le femmine in estro rimaste disponibili. Una volta avvenuto l'accoppiamento, il maschio non partecipa all'allevamento della prole, compito che spetta esclusivamente alla madre.

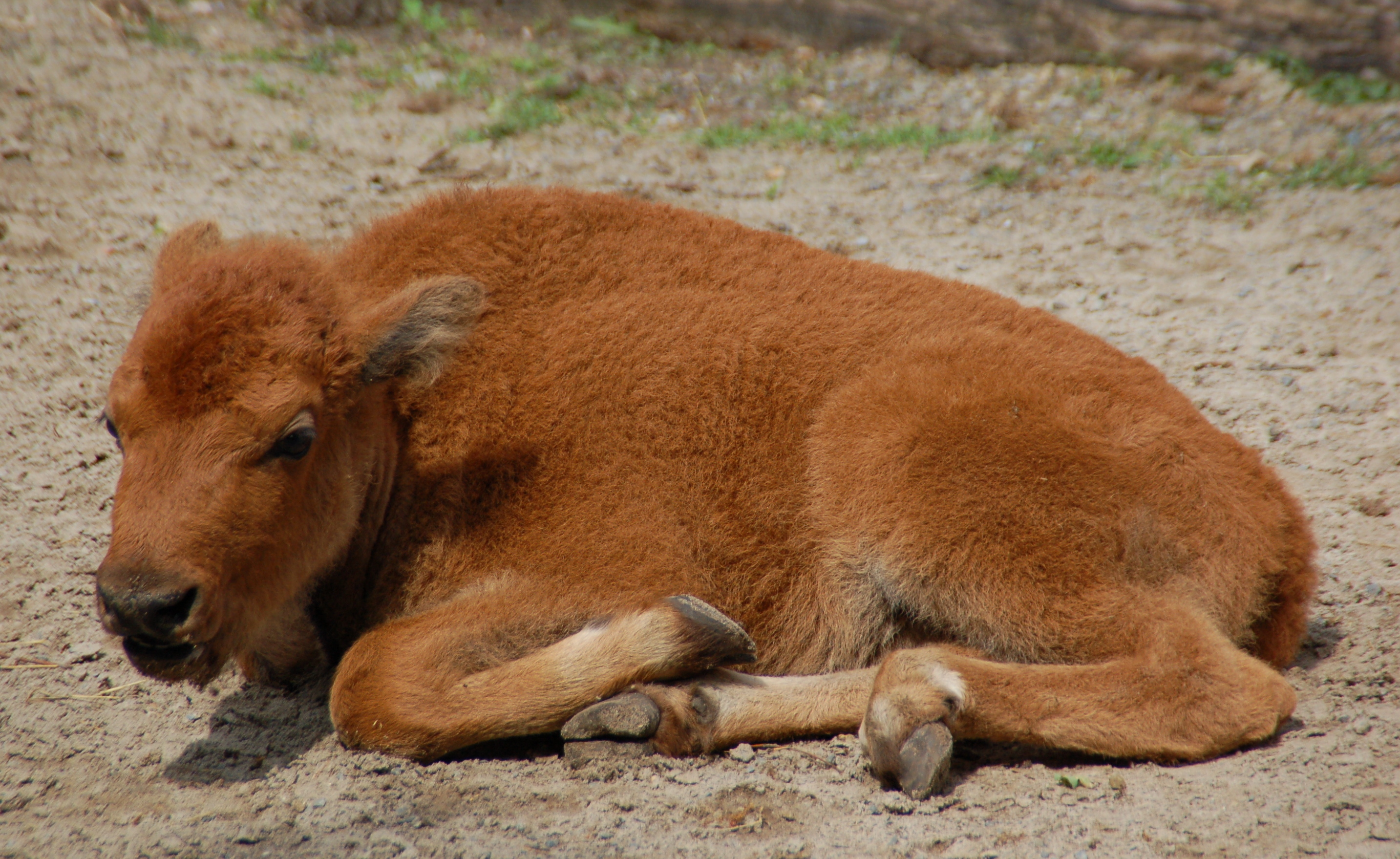
Un vitello di bisonte americano

Le mandrie di bisonti presentano gerarchie di dominanza sia per i maschi che per le femmine. La posizione di un bisonte all'interno della gerarchia è determinata in parte dalla data di nascita: i bisonti nati all'inizio della stagione riproduttiva hanno maggiori probabilità di crescere più grandi e dominanti da adulti. Questo meccanismo permette ai bisonti dominanti di trasmettere la loro posizione favorevole alla prole. Inoltre, i bisonti più anziani tendono a essere più fertili rispetto agli individui più giovani.
L'accoppiamento avviene tra agosto e settembre, con un periodo di gestazione di circa 285 giorni. Le femmine partoriscono un solo vitello alla volta, dal mantello bruno-rossastro, e lo allattano fino alla nascita del vitello successivo. Se la femmina non è gravida, può continuare ad allattare il vitello per un periodo fino a 18 mesi. In genere, i vitelli vengono svezzati tra i 7 e gli 8 mesi, anche se la maggior parte smette di allattare entro il primo anno. Le femmine raggiungono la maturità sessuale intorno ai tre anni.
I bisonti hanno un'aspettativa di vita di circa 15 anni in natura e possono vivere fino a 25 anni in cattività.
È stato osservato che i bisonti mostrano comportamenti omosessuali, più frequenti nei maschi rispetto alle femmine. Nei maschi, questo comportamento sembra essere legato più al legame sociale o all'acquisizione di esperienza sessuale piuttosto che a dinamiche di dominanza.

### Scornate
I bisonti americani si accoppiano in tarda primavera e in estate, preferendo le aree di pianura aperte. Con l'arrivo dell'autunno e dell'inverno, tendono a radunarsi in zone più boscose, dove manifestano comportamenti caratteristici.
Durante le ore mattutine, i bisonti si dedicano a strofinare le corna contro alberi, giovani arbusti e persino pali della luce. Tra le loro preferenze vi sono alberi aromatici come cedri e pini. Questo comportamento, noto come "scornatura", sembra avere un ruolo funzionale nella difesa contro gli insetti. Infatti, esso si verifica più frequentemente in autunno, quando la popolazione di insetti raggiunge il picco.
Cedri e pini, in particolare, rilasciano aromi resinosi quando i bisonti si strofinano contro di essi. Si ritiene che questi aromi agiscano come un efficace deterrente naturale contro gli insetti parassitari.

### Bison wallow

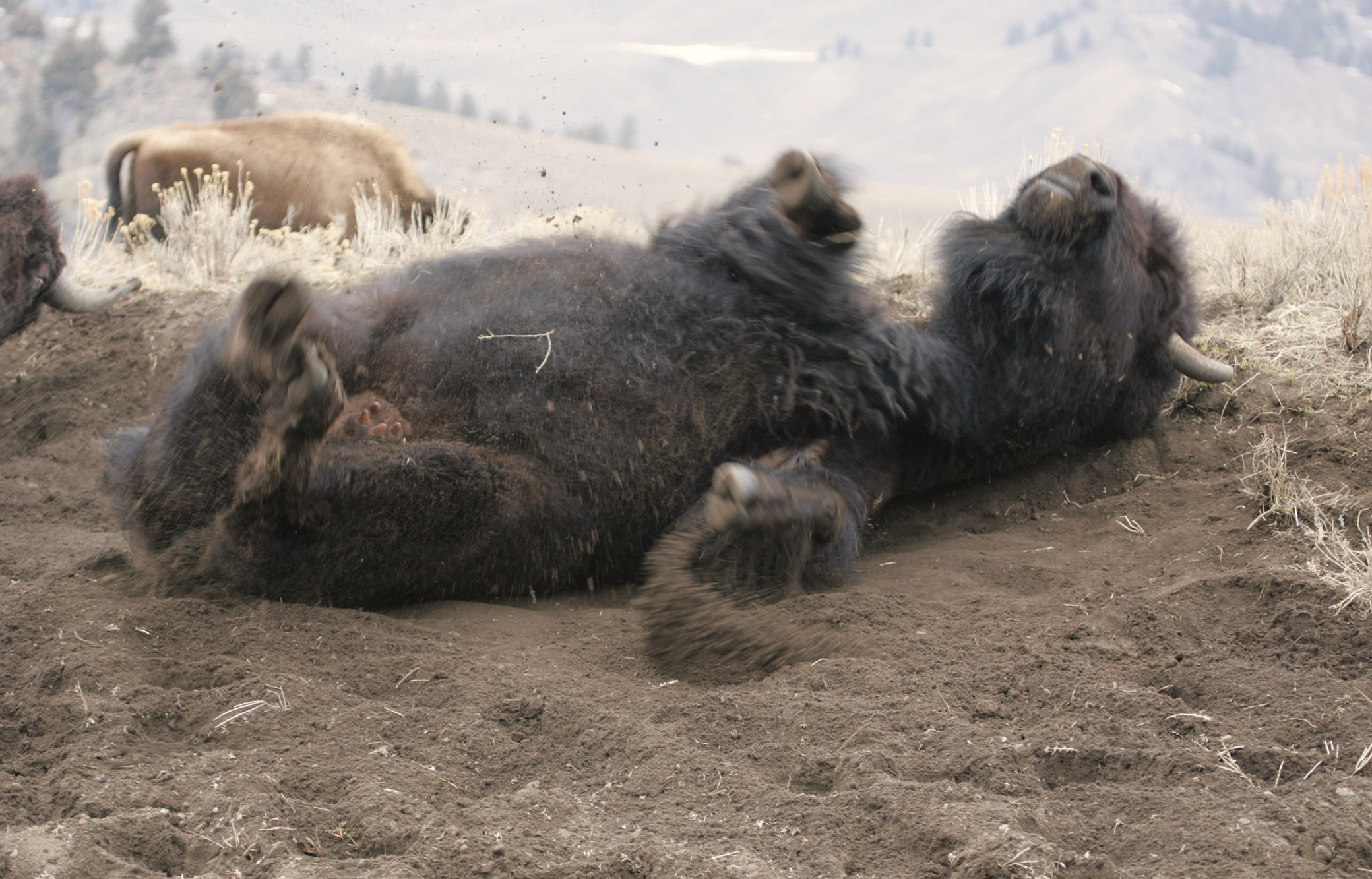
Un bisonte mentre fa un bagno di polvere, vicino a Lamar River Canyon

Un bison wallow è una piccola depressione nel terreno creata e utilizzata dai bisonti per fare bagni di polvere o di fango, a seconda delle condizioni meteorologiche e della stagione. Diverse ipotesi sono state avanzate per spiegare questo comportamento. Tra le possibili funzioni del bagno nella polvere vi sono: facilitare la rimozione dei peli durante la muta, promuovere interazioni pacifiche tra i maschi, rafforzare la coesione sociale del gruppo, servire come attività ludica o offrire sollievo dall'irritazione cutanea causata dalle punture di insetti. Altre teorie suggeriscono che i bagni aiutino a proteggersi dagli ectoparassiti, come zecche e pidocchi, o svolgano un ruolo nella termoregolazione.
La creazione di un bison wallow, soprattutto quando coinvolge più individui, ha un impatto significativo sull'ecosistema delle praterie. Queste depressioni contribuiscono a migliorare la diversità vegetale e animale, favorendo lo sviluppo di nicchie ecologiche all'interno del paesaggio.

### Predatori

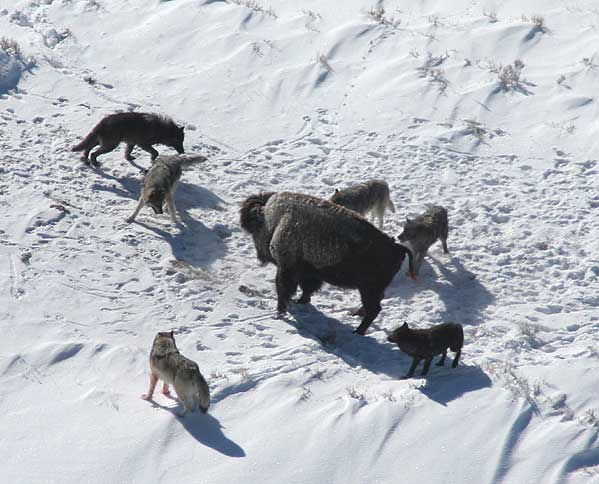
Un bisonte americano circondato da un branco di lupi

Sebbene la stazza imponente dei bisonti americani li protegga dalla maggior parte dei predatori, gli individui più vulnerabili, come vitelli, femmine e animali feriti o deboli, sono regolarmente predati dai lupi in alcune aree. La predazione da parte dei lupi raggiunge il suo apice alla fine dell'inverno, quando i wapiti migrano verso sud e i bisonti sono rallentati dalla neve profonda e dalla carenza di cibo. Gli attacchi dei lupi tendono a concentrarsi sulle mandrie con vitelli, e un singolo episodio di caccia può durare da pochi minuti a oltre nove ore.
I bisonti adottano cinque strategie difensive per proteggere i vitelli dai lupi: correre verso una femmina adulta; correre verso l'intera mandria; avvicinarsi al maschio più vicino; posizionarsi davanti o al centro di una mandria in fuga; cercare rifugio in laghi o fiumi. Durante le fughe in aree aperte, le femmine con i piccoli prendono il comando, mentre i maschi si posizionano in coda alla mandria per proteggere la ritirata. In genere, i bisonti ignorano i lupi che non mostrano comportamenti predatori.
I branchi di lupi specializzati nella caccia ai bisonti tendono a includere più maschi, poiché la loro maggiore stazza permette loro di affrontare prede così grandi con maggiore efficacia. Tuttavia, i maschi adulti e sani raramente cadono vittime dei lupi, mentre i maschi solitari sono più vulnerabili, poiché possono essere facilmente circondati e abbattuti.
Anche gli orsi grizzly si nutrono delle carcasse di bisonti e talvolta sottraggono prede appena uccise dai lupi. Pur essendo in grado di uccidere vitelli e, occasionalmente, individui anziani o feriti, è raro che i grizzly caccino attivamente i bisonti, a causa dei rischi elevati. Attaccare un bisonte sano è pericoloso anche per un animale possente come l'orso, che potrebbe subire ferite mortali.

### Attacchi all'uomo

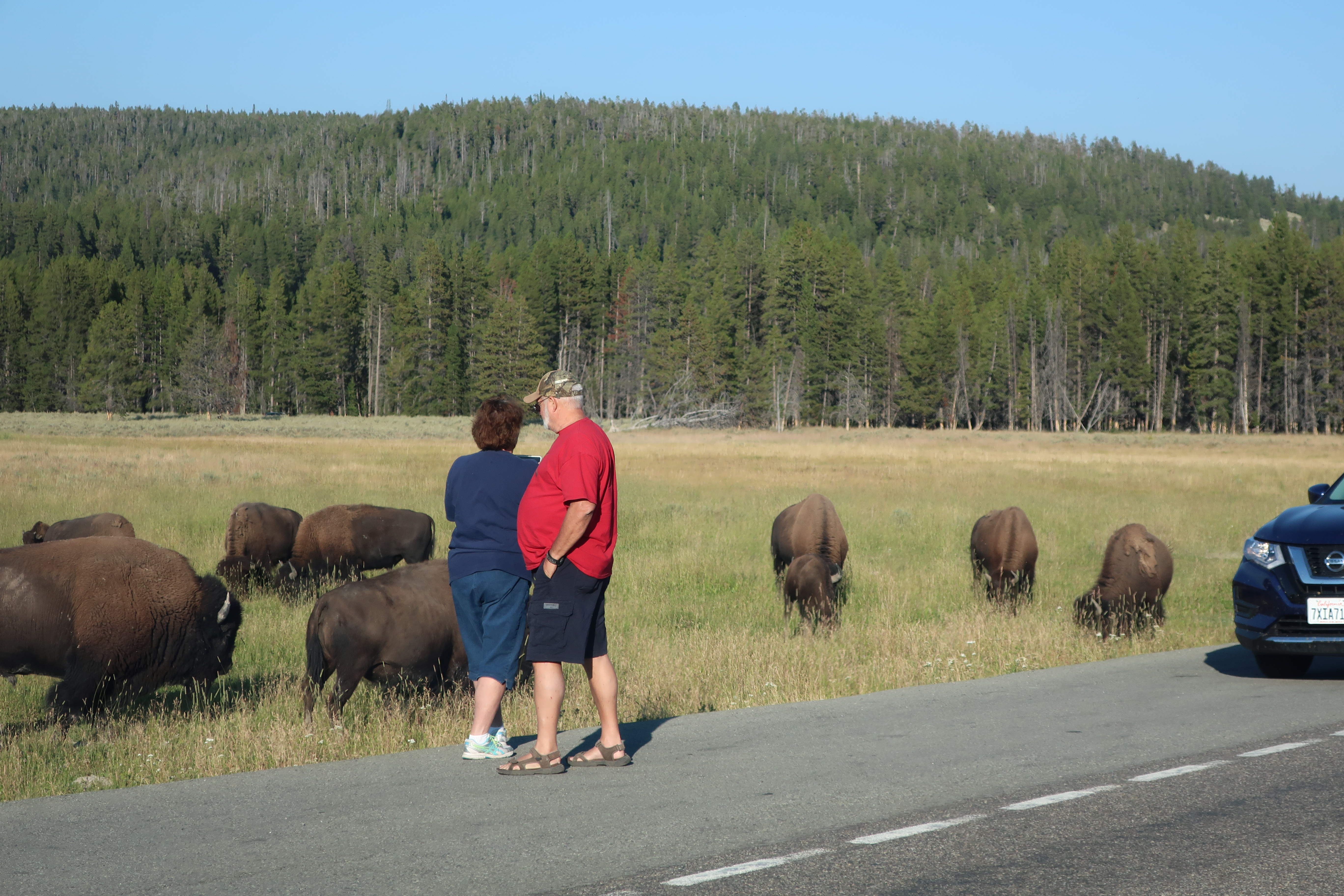
Dei turisti si avvicinano pericolosamente a una mandria selvatica, nel Parco Nazionale di Yellowstone, Wyoming

I bisonti sono tra gli animali più pericolosi che i visitatori possono incontrare nei parchi nazionali nordamericani e possono attaccare gli esseri umani se provocati. Nonostante possano apparire lenti a causa dei loro movimenti apparentemente letargici, i bisonti sono sorprendentemente veloci e possono facilmente superare un essere umano. È stato osservato che alcuni esemplari raggiungono velocità fino a 65 km/h per distanze di circa 8 km.
Tra il 1980 e il 1999, nel Parco nazionale di Yellowstone, i bisonti hanno ferito turisti tre volte più frequentemente rispetto agli orsi. In questo periodo, i bisonti caricarono e ferirono 79 persone, provocando ferite che variavano da incornate e ossa rotte a lividi e abrasioni. Nello stesso arco di tempo, gli orsi ferirono 24 persone.
Tre persone morirono a causa di incontri con questi animali: una nel 1983 a seguito delle ferite causate da un bisonte, mentre le altre due morirono a seguito di attacchi di orsi avvenuti nel 1984 e nel 1986.

## Interazioni con l'uomo

### Caccia
| Anno     | Bisonte americano (stime) |
| -------- | ------------------------- |
| Pre-1800 | 60.000.000                |
| 1830     | 40.000.000                |
| 1840     | 35.650.000                |
| 1870     | 5.500.000                 |
| 1880     | 395.000                   |
| 1889     | 541 (U.S.)                |
| 1900     | 300 (U.S.)                |
| 1944–47  | 5.000 (U.S.)              |
| 1944–47  | 15.000 (Canada)           |
| 1951     | 23.340                    |
| 2000     | 360.000                   |

La caccia al bisonte americano era un'attività fondamentale per i popoli nativi delle pianure, ma divenne poi uno strumento utilizzato dai cacciatori professionisti americani e dal governo degli Stati Uniti per indebolire le tribù locali. Privare queste popolazioni della loro principale fonte di nutrimento servì a costringerle nelle riserve. I soldati dell'esercito americano furono persino incoraggiati a cacciare i bisonti come sport e come esercizio per migliorare la mira. Questo portò la specie sull'orlo dell'estinzione intorno al 1890.
Durante l'epoca dei pionieri, i cacciatori di bisonti divennero figure celebri, tra cui il leggendario Buffalo Bill, alias William Frederick Cody, che si vantava di aver abbattuto oltre 4.000 esemplari. Sebbene i bisonti venissero uccisi in massa, molte tribù delle pianure consideravano questi animali parte integrante del mondo naturale, un dono garantito loro dal Creatore. Per alcune popolazioni native, i bisonti erano addirittura conosciuti come "i primi popoli".
La perdita dei bisonti fu devastante sia materialmente che spiritualmente. Molte tribù non comprendevano il concetto di estinzione, e vedere i bisonti scomparire in gran numero fu un trauma profondo. Come raccontò il capo dei Crow, Plenty Coups: "Quando il bisonte se ne andò, i cuori della mia gente caddero a terra e non poterono essere sollevati di nuovo. Dopo ciò, non accadde più nulla. Non si cantava più da nessuna parte".
Le cerimonie per onorare ogni bisonte ucciso erano tradizioni importanti nelle società tribali, simbolo di rispetto per il sacrificio dell'animale. Per sollevare il morale in questo periodo oscuro, i Sioux e altre nazioni intrapresero la danza degli spiriti, una cerimonia in cui centinaia di persone danzavano fino a quando molti di loro, esausti, non cadevano a terra privi di sensi.
Oggi, molte tribù di nativi americani sono impegnate nella conservazione del bisonte. L'Inter Tribal Bison Council, fondato nel 1990, è una delle organizzazioni più significative. Riunisce 56 tribù distribuite in 19 stati, con un branco collettivo di oltre 15.000 bisonti. L'obiettivo principale è ripristinare le mandrie sulle terre tribali, promuovendo la cultura tradizionale, rivitalizzando la solidarietà spirituale e contribuendo alla rigenerazione degli ecosistemi delle pianure.
Alcuni membri dell'Inter Tribal Bison Council sostengono che il valore economico del bisonte sia un fattore chiave per la sua rinascita. Il bisonte, infatti, rappresenta un'alternativa più sostenibile rispetto al bestiame, poiché è in grado di resistere meglio agli inverni rigidi delle pianure.
Persino il presidente Theodore Roosevelt, noto appassionato cacciatore, sostenne la conservazione del bisonte americano, riconoscendo l'importanza di proteggere questa specie emblematica.

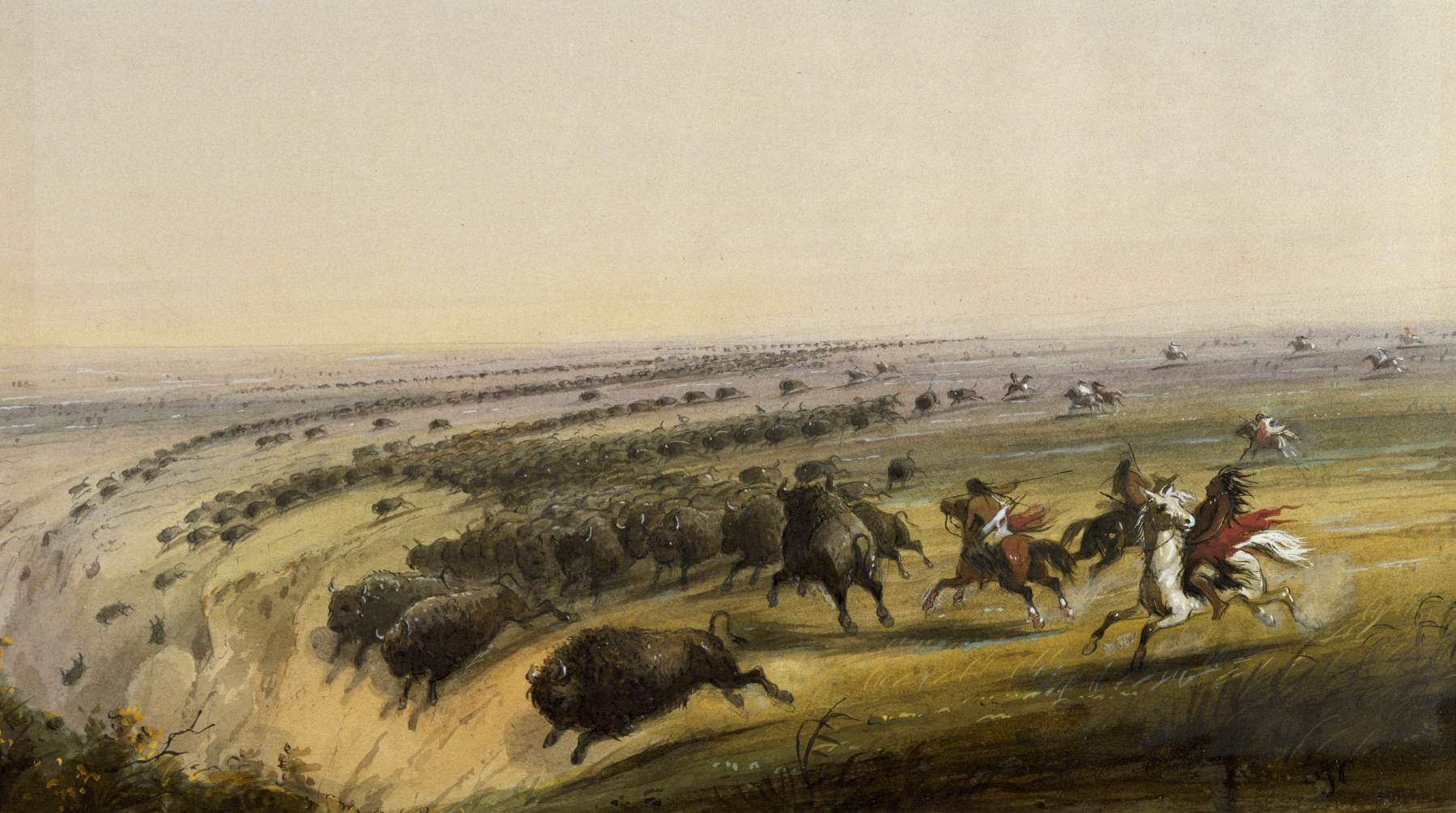
Una mandria di bisonti spinta giù da una scogliera, come "visto" e dipinto da Alfred Jacob Miller
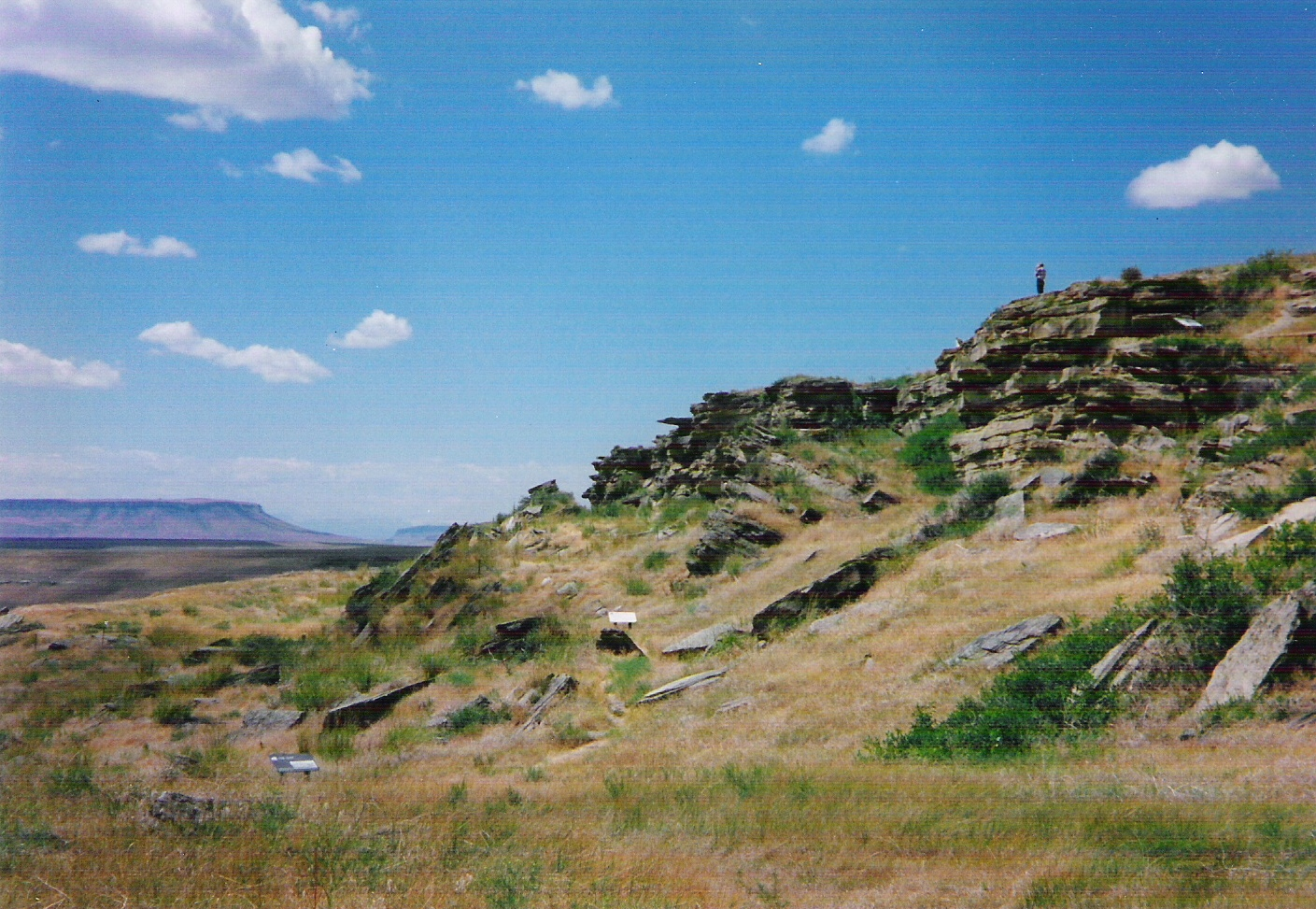
Ulm Pishkun. Buffalo Jump, a SW di Great Falls, Montana. I Piedi Neri spingevano i bisonti dalle scogliere in autunno per assicurarsi l'approvvigionamento invernale. I Piedi Neri usarono queste aree fino al 1850.
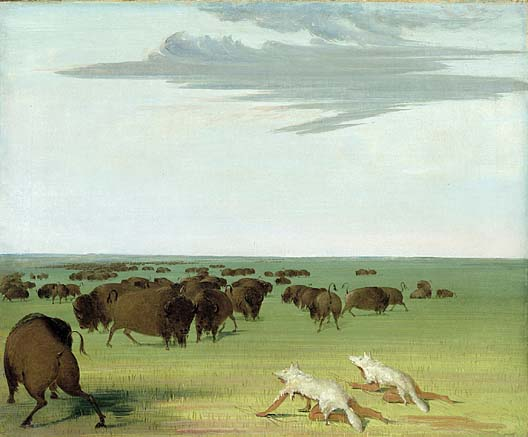
Caccia al bisonte da parte di nativi americani travestiti da lupi bianchi, 1832–33
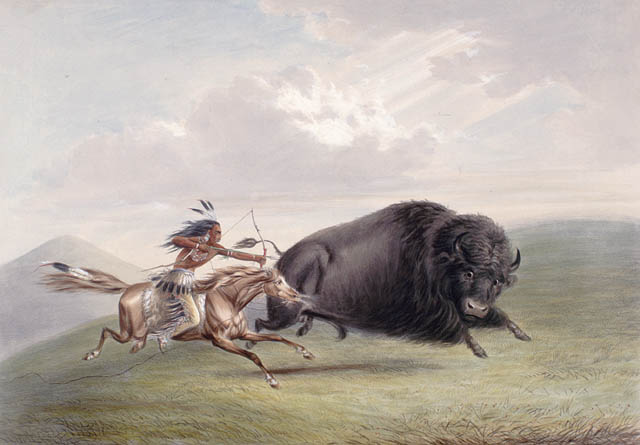
Caccia al bisonte, ritratta da George Catlin

### Come bestiame

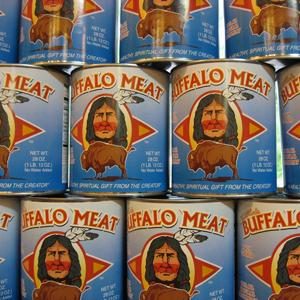
Conserve di carne di bisonte inscatolata in vendita

I bisonti americani sono sempre più allevati per la loro carne e il loro pellame. La carne di bisonte è apprezzata per il suo gusto, simile a quello del manzo domestico, ma con un contenuto inferiore di grassi e colesterolo e un apporto proteico maggiore. Questa caratteristica ha portato allo sviluppo del beefalo, un ibrido fertile tra il bisonte e il bovino domestico. Nel 2005, circa 35.000 bisonti sono stati macellati negli Stati Uniti per il consumo alimentare. La National Bison Association e il Dipartimento dell'Agricoltura degli Stati Uniti d'America garantiscono l'autenticità della carne attraverso un sistema di tracciabilità tramite radiofrequenza applicato alle orecchie degli animali. Esiste anche un mercato per la carne macellata secondo le regole ebraiche kosher, con pochi macelli specializzati negli Stati Uniti che distribuiscono questa carne a livello nazionale.
I bisonti sono presenti in mandrie pubbliche e private. Tra le più grandi mandrie pubbliche al mondo vi è quella del Custer State Park nel Dakota del Sud, con circa 1.500 capi, sebbene la purezza genetica di questi animali sia contestata. Secondo i funzionari della fauna selvatica, le uniche mandrie libere e geneticamente pure su terreni pubblici si trovano nel Parco di Yellowstone (Wyoming), nelle Henry Mountains (Utah), nel Wind Cave National Park (Dakota del Sud), nella Fort Peck Indian Reservation (Montana), nel Mackenzie Bison Sanctuary (Territori del Nord-Ovest Canada), negli Elk Island National Park e Wood Buffalo National Park (Alberta, Canada) e nel Prince Albert National Park (Saskatchewan, Canada).
Un'altra popolazione importante è la mandria di Antelope Island nello Utah, che conta tra i 550 e i 700 individui. Tuttavia, questi bisonti vivono in semi-libertà e recenti studi genetici hanno rilevato una piccola introgressione di geni bovini domestici.
Nel 2002, il governo degli Stati Uniti ha donato alcuni vitelli di bisonte provenienti dal South Dakota e dal Colorado al governo messicano. Oggi, i loro discendenti vivono in riserve naturali come El Uno Ranch a Janos, Santa Elena Canyon (Chihuahua) e Boquillas del Carmen (Coahuila), lungo le rive del Rio Grande e al confine con Texas e Nuovo Messico.
Studi genetici sulle mandrie di bisonti privati indicano che molti individui presentano geni derivati dal bestiame domestico. Ad esempio, la mandria sull'isola di Santa Catalina in California, isolata dal 1924, mostra segni di introgressione bovina. Si stima che nel mondo rimangano tra 12.000 e 15.000 bisonti geneticamente puri. Tuttavia, i test attuali, basati sul DNA mitocondriale, rilevano solo la linea materna e non eventuali contributi genetici paterni. Poiché molti ibridi somigliano visivamente ai bisonti puri, l'aspetto fisico non è un indicatore affidabile.
La popolazione canadese di bisonti è cresciuta significativamente tra gli anni 1990 e 2000. Secondo il Census of Agriculture del 2006, il Canada contava 195.728 capi, un aumento del 34,9% rispetto al 2001. La maggior parte (oltre il 95%) si trova nel Canada occidentale, con l'Alberta che ospita quasi la metà della popolazione complessiva. Le province con le altre mandrie più numerose sono Saskatchewan, Manitoba e Columbia Britannica. Il Canada esporta anche carne di bisonte, con 2 milioni di chilogrammi venduti nel 2006.
Un gruppo di accademici e politici ha proposto un piano noto come Buffalo Commons, che mira a ripristinare vaste aree delle Grandi Pianure trasformandole nuovamente in praterie native, abitate dai bisonti. I sostenitori ritengono che l'attuale uso agricolo delle praterie di erba corta sia insostenibile, citando disastri ecologici come il Dust Bowl e la significativa perdita di popolazione umana nella regione negli ultimi 60 anni. Tuttavia, la proposta è contestata dalle comunità locali che vivono in queste aree.

### Come simbolo

#### Nativi americani

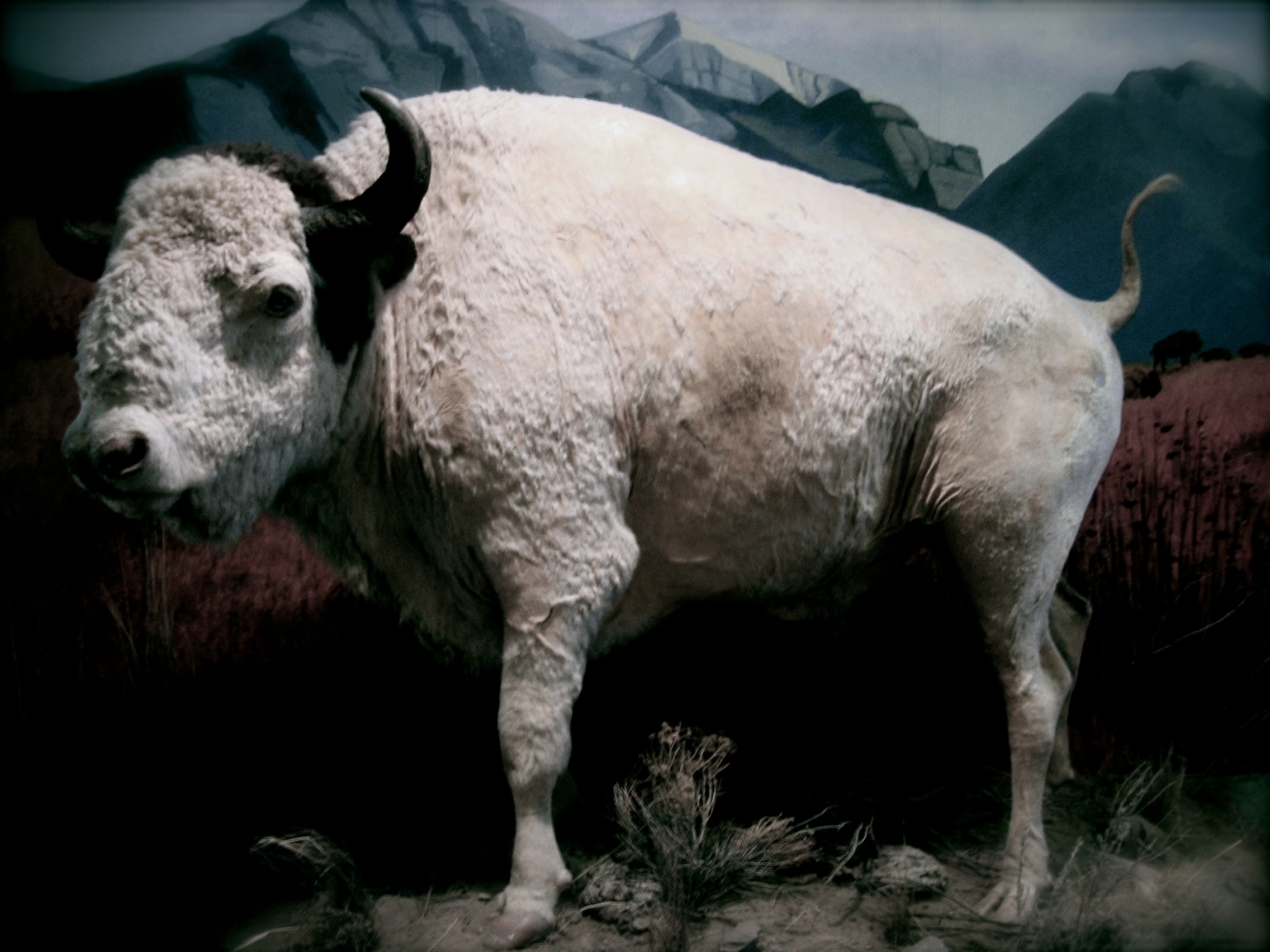
Big Medicine (1933-1959) era un bufalo bianco sacro che viveva nella National Bison Range (ora in esposizione permanente presso la Montana Historical Society)

Tra le nazioni dei nativi americani, in particolare quelle delle Grandi Pianure, il bisonte è considerato un animale sacro e un simbolo religioso. Secondo il professore S. Neyooxet Greymorning, esperto di antropologia e studi sui nativi americani presso l'Università del Montana: "Le storie sulla creazione che parlano dell'origine dei bisonti mostrano che questi animali occupavano un ruolo profondamente spirituale presso le varie tribù. Poiché i bisonti attraversavano diverse regioni, la loro funzione variava a seconda della tribù. L'animale aveva un ruolo centrale durante le cerimonie, e molte tribù utilizzavano varie parti del bisonte, in particolare la pelle, per costruire rifugi, utensili, scudi, armi e strumenti per cucire le tende".
I Sioux considerano la nascita di un bisonte bianco come il ritorno di White Buffalo Calf Woman, il loro principale profeta culturale e portatrice dei loro "Sette Sacri Riti". Tra le tribù Mandan e Hidatsa, la White Buffalo Cow Society era la più sacra delle società femminili.
In passato, esemplari di bisonte bianco erano noti, caratterizzati da una colorazione naturale del pelo bianco non dovuta all'albinismo. Per molto tempo, si ritenne che i geni responsabili di questa particolare colorazione fossero andati perduti, dato che per decenni non nacquero animali con questa caratteristica quasi leggendaria. Tuttavia, nel 1994, in un allevamento del Wisconsin, nacque una femmina di bisonte con il manto bianco e gli occhi scuri, dettaglio che escludeva l'albinismo. La femmina fu chiamata "Miracle" (Miracolo), sottolineando l'importanza simbolica e l'inaspettata sorpresa dell'evento.
Il bisonte bianco, considerato un mito dai nativi americani, è stato anche soggetto di opere artistiche e cinematografiche. Nel 1977, uscì il film western Sfida a White Buffalo, ispirato a questa leggendaria figura.

#### Nord America

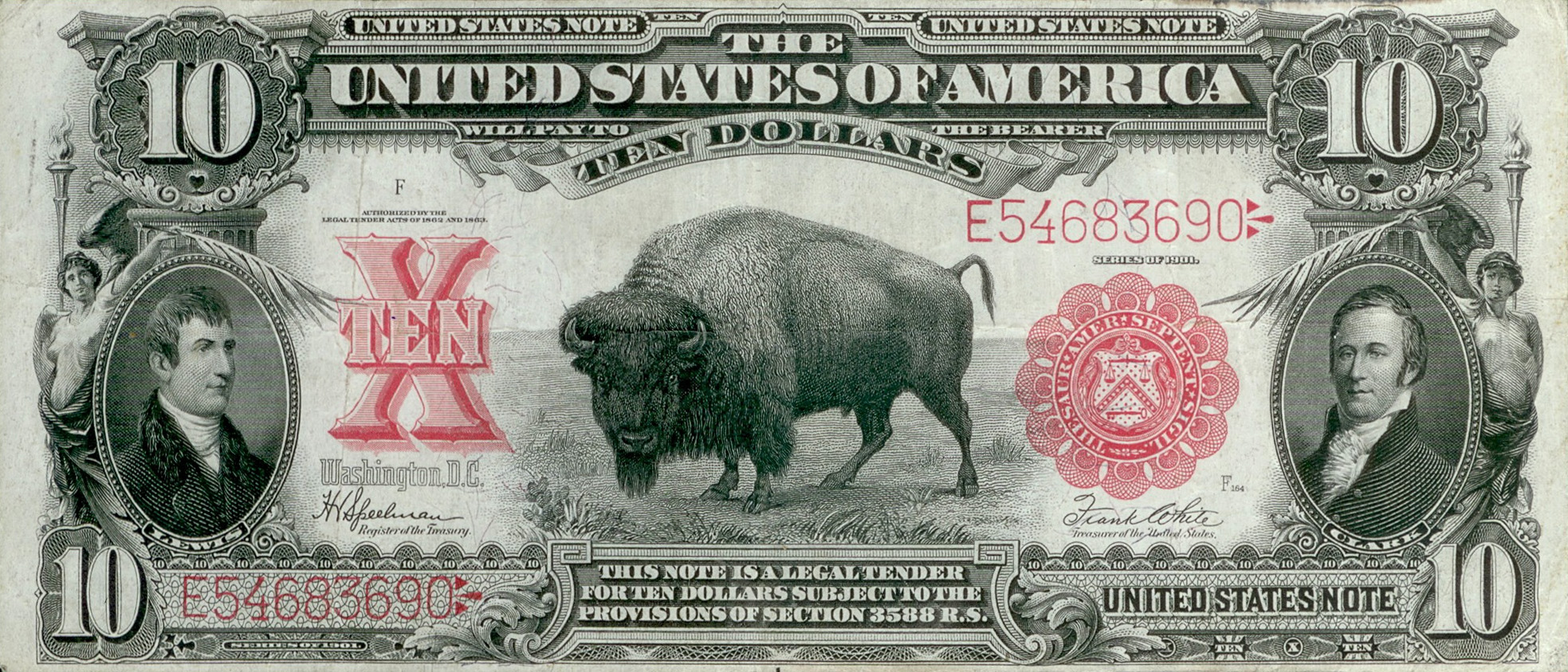
Banconota da $10 del 1901 con bisonte americano disegnato da Charles R. Knight.

Nel 2016, il bisonte americano è stato designato mammifero nazionale degli Stati Uniti d'America ed è ampiamente utilizzato in sigilli, bandiere e loghi ufficiali in tutto il Nord America. Il bisonte è un simbolo particolarmente popolare negli stati delle Grandi Pianure, come Kansas, Oklahoma e Wyoming, che lo hanno adottato come mammifero ufficiale dello stato. Inoltre, molte squadre sportive lo utilizzano come mascotte.
In Canada, il bisonte è l'animale ufficiale della provincia di Manitoba e compare sulla sua bandiera. È presente anche nello stemma ufficiale della Royal Canadian Mounted Police (Polizia a cavallo canadese).
Il bisonte appare su diverse monete americane, tra cui il celebre Buffalo Nickel, coniato tra il 1913 e il 1938, che raffigura il bisonte sul retro. Nel 2005, l'United States Mint emise un nichelino con una nuova rappresentazione del bisonte come parte della serie commemorativa Westward Journey. Anche la serie 50 State Quarter presenta il bisonte su più coniazioni: il quarto dello stato del Kansas un bisonte senza alcuna scritta aggiuntiva, mentre quello del North Dakota mostra due bisonti. Il quarto del Montana rappresenta invece un teschio di bisonte stagliato su un paesaggio, mentre la moneta dedicata al Parco Nazionale di Yellowstone celebra il simbolismo naturale e storico dell'animale, raffigurando un bisonte accanto a un geyser.

## Genetica

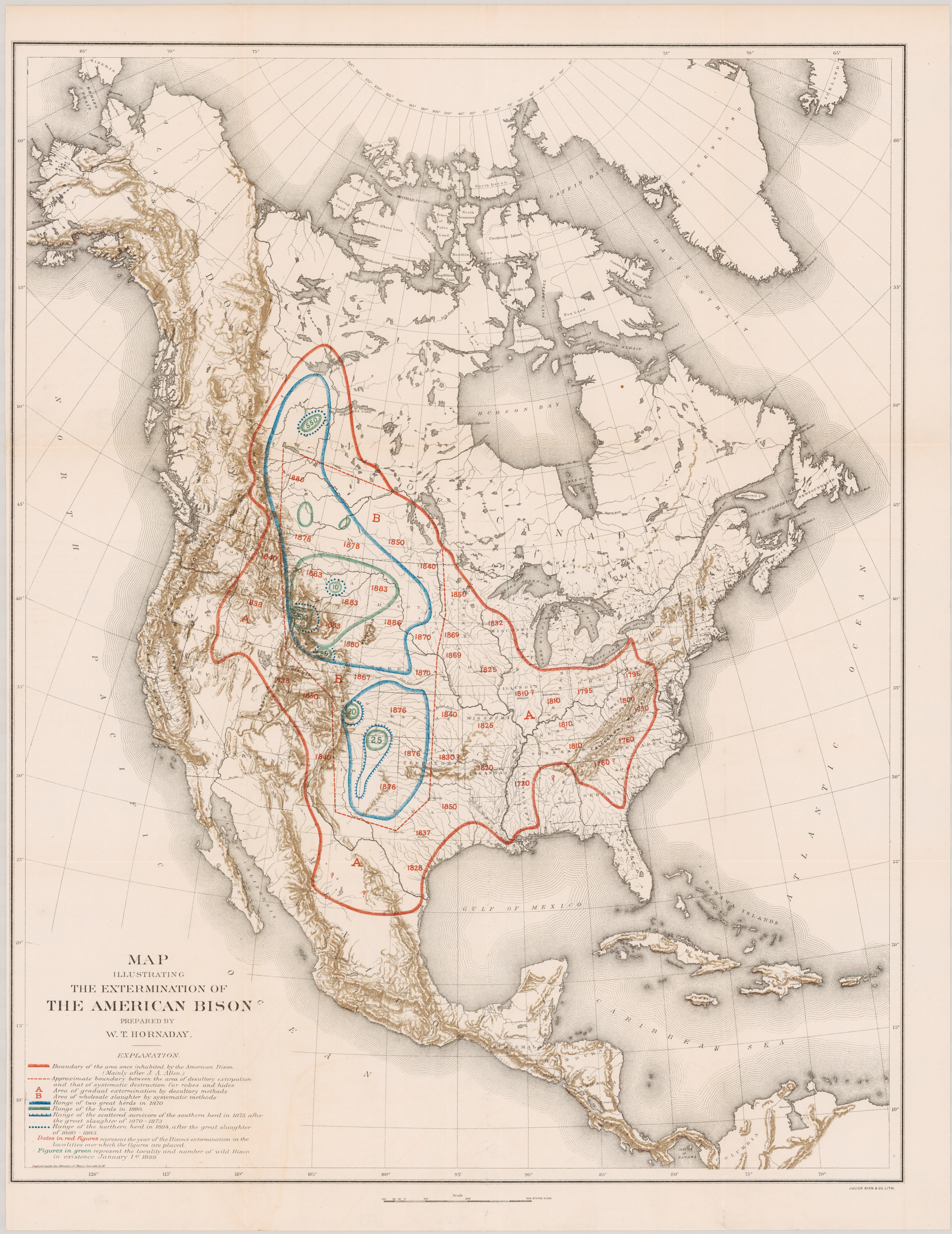
Mappa del 1889 di William T. Hornaday, che illustra lo sterminio del bisonte americano

Uno dei principali problemi che i bisonti americani affrontano oggi è la mancanza di diversità genetica, causata dall'impatto a "collo di bottiglia" che la popolazione ha subito a causa della loro quasi estinzione. Un altro problema genetico è l'ingresso di geni provenienti dai bovini domestici nelle popolazioni di bisonti, attraverso l'ibridazione.
Ufficialmente, il "bisonte americano" è classificato dal governo degli Stati Uniti come un tipo di bestiame e il governo consente che le mandrie private siano gestite come tali. Questo è un riflesso delle caratteristiche che i bisonti condividono con il bestiame. Sebbene il bisonte americano non sia solo una specie separata, ma sia anche generalmente considerato come un genere separato dal bestiame domestico (Bos taurus), hanno chiaramente molta compatibilità genetica e il bisonte americano può incrociarsi con il bestiame, sebbene solo i vitelli femmina sono fertili e solo nella prima generazione. Questi ibridi femminili possono riprodursi a loro volta con i bisonte o con i tori domestici, risultando in 1/4 o 3/4 vitelli. Anche la prole femminile di questo incrocio è fertile, ma i maschi non sono fertili in modo affidabile a meno che non lo siano 7/8 bisonti o 7/8 bovini domestici. Inoltre, quando si incrociano, gli animali incrociati della prima generazione tendono ad assomigliare molto al bisonte di razza, quindi l'aspetto è completamente inaffidabile come mezzo per determinare quale animale sia un bisonte di razza e cosa sia una mucca incrociata con un bisonte. Molti allevatori hanno deliberatamente incrociato il loro bestiame con il bisonte e ci si potrebbe aspettare una certa ibridazione naturale nelle aree in cui bovini e bisonti si trovano nella stessa area. Poiché il bestiame domestico ed il bisonte americano si nutrono in modo simile e tollerano condizioni simili, in passato potrebbero essersi incrociati anche allo stato selvatico, rendendo questi incroci ancora più comuni.
Negli ultimi decenni, sono stati sviluppati dei test per determinare la fonte del DNA mitocondriale nei bovini e nei bisonti, e la maggior parte delle mandrie di "bisonti" private sono state effettivamente identificate come incroci con bovini domestici, così come la maggior parte delle mandrie statali e federali. Con l'avvento dei test del DNA microsatellitare nucleare, il numero di mandrie note con geni di bovini domestici è aumentato. Sebbene esistano circa 500.000 bisonti nei ranch privati e nelle mandrie pubbliche, forse solo 15.000-25.000 di questi bisonti sono puri. "Il DNA di bovini domestici (Bos taurus) è trovato in quasi tutti gli allevamenti di bisonti esaminati fino ad oggi". Importanti mandrie di bisonti pubbliche che non sembrano avere geni ibridati con i bovini domestici, sono la mandria di bisonti del Parco di Yellowstone, la mandria di bisonti delle Henry Mountains (che è stata creata con bisonti prelevati dal Parco di Yellowstone), la mandria di bisonti di Wind Cave, i bisonti del Parco nazionale di Wood Buffalo e mandrie sussidiarie in Canada.
Uno studio fondamentale sulla genetica del bisonte eseguito da James Derr della Texas A&M University lo ha confermato. Lo studio di Derr è stato intrapreso nel tentativo di determinare quali problemi genetici potrebbero affrontare i bisonti mentre ripopolano aree in cui si erano estinti, e ha notato che i bisonti sembrano adattarsi con successo, nonostante il loro apparente "collo di bottiglia" genetico. Una possibile spiegazione di ciò potrebbe essere la piccola quantità di geni dei bovini domestici che sono ora nella maggior parte delle popolazioni di bisonti, sebbene questa non sia l'unica spiegazione possibile per il successo dei bisonti.

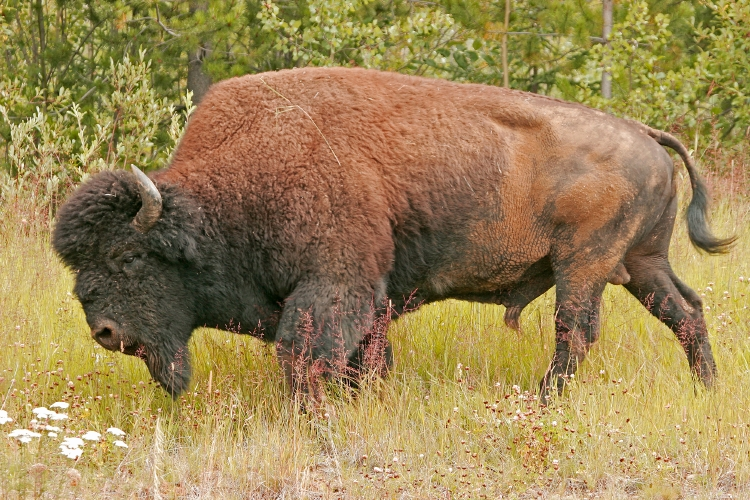
Un bisonte delle foreste nei pressi del fiume Coal, Canada

Nello studio di Derr, i geni del bestiame sono stati trovati in piccole quantità anche nella maggior parte degli allevamenti nazionali, statali e privati. "Gli esperimenti di ibridazione condotti da alcuni dei proprietari delle cinque mandrie di fondazione della fine del 1800, hanno trasmesso in eredità una piccola quantità di genetica di bestiame domestico in molte delle nostre mandrie di bisonti". Ha anche affermato che: "Tutte le mandrie di bisonti di proprietà statale testate (tranne forse una) contengono animali con DNA mitocondriale di bovini domestici". Sembra che l'unica mandria di stato a non avere geni di bestiame domestico sia la mandria di bisonti delle Henry Mountains; l'allevamento delle Henry Mountains è stato avviato inizialmente con animali prelevati dal Parco di Yellowstone. Tuttavia, l'estensione di questo branco a Book Cliffs, nello Utah centrale, ha portato al mescolamento della mandria originale con dei bisonti aggiuntivi provenienti da un'altra fonte, quindi non è noto se l'estensione della mandria di Book Cliffs sia priva di ibridazione dal bestiame.
Uno studio separato di Wilson e Strobeck, pubblicato su Genome, venne condotto per definire le relazioni tra diverse mandrie di bisonti negli Stati Uniti e in Canada e per determinare se il bisonte del Parco nazionale di Wood Buffalo, in Canada e il branco di bisonti del Parco di Yellowstone fossero, possibilmente, sottospecie separate. I bisonti del Parco nazionale di Wood Buffalo erano indicati come impuri, essendo un incrocio tra il bisonte delle pianure ed il bisonte delle foreste, sebbene il loro patrimonio genetico predominante fosse quello del "bisonte delle foreste". Tuttavia, la mandria di bisonti del Parco di Yellowstone era composta da bisonti delle pianure puri. Un'altra scoperta portata alla luce da questo studio è che i bisonti della mandria di Antelope Island, nello Utah, sembrano essere più lontanamente imparentati con altri bisonti delle pianure in generale rispetto a qualsiasi altro gruppo di bisonti delle pianure testati, sebbene ciò potrebbe essere dovuto alla deriva genetica causata dalle piccole dimensioni (solo 12 individui) nella popolazione fondatrice. Una scoperta secondaria di questo studio è stata che la mandria di bisonti di Antelope Island sembra essere più strettamente imparentata con la mandria di bisonti del Parco nazionale di Wood Buffalo, sebbene i bisonti di Antelope Island siano in realtà bisonti delle pianure.

Storia dei bisonti in Nord America
Distribuzione originale dei bisonti delle pianure e bisonti delle foreste. Il bisonte occidentale (Bison occidentalis) è una forma precedente di bisonte delle pianure e delle foreste.      Bisonte occidentale     Bisonte delle foreste     Bisonte delle pianure
Mappa dello sterminio dei bisonti fino al 1889, basata sulle ricerche di William Temple Hornaday (fine XIX secolo).     Area originale     Situazione al 1870     Situazione al 1889
Distribuzione di branchi noti di bisonti delle pianure e di allevamenti in cattività o branchi allo stato brado di bisonti delle foreste in Nord America nel 2003.     Bisonte delle foreste     Bisonte delle pianure

Al fine di rafforzare la diversità genetica del bisonte americano, il 7 maggio 2020 il National Parks Service insieme al Dipartimento degli Interni ha annunciato la creazione del Bison Conservation Initiative 2020. Questa iniziativa si concentra sul mantenimento della diversità genetica della metapopolazione piuttosto che delle singole mandrie. Piccole popolazioni di bisonti sono a rischio notevolmente maggiore a causa del loro pool genetico ridotto e sono più suscettibili ad eventi catastrofici rispetto alle mandrie più grandi. La Bison Conservation Initiative 2020 mira a trasferire fino a tre bisonti ogni cinque-dieci anni tra le mandrie del Dipartimento degli interni. Specifici allevamenti più piccoli richiederanno un piano di gestione più intenso. I bisonti traslocati saranno anche sottoposti a screening per eventuali difetti di salute come l'infezione da batteri della brucellosi, per non mettere a rischio la salute delle mandrie.